# Lista monumentelor istorice din județul Olt

Simbol utilizat în România pentru monumentele istorice

Lista monumentelor istorice din județul Olt cuprinde monumentele istorice din județul Olt înscrise în Patrimoniul cultural național al României. Lista completă este menținută și actualizată periodic de către Ministerul Culturii, Cultelor și Patrimoniului Național din România, ultima versiune datând din 2015.

| Cod LMI                                             | Denumire                                                                      | Localitate                                      | Localizare | Datare, Creatori                                                | Imagine               | Erori             |
| --------------------------------------------------- | ----------------------------------------------------------------------------- | ----------------------------------------------- | --- | --------------------------------------------------------------- | --------------------- | ----------------- |
| OT-I-s-B-08478 (RAN: 125356.01)                     | Situl arheologic de la Slatina, punct „Săliște”                               | municipiul Slatina                              | Str. Cireașov, punct „Săliște”                                                                                        |                                                                 | Încarcă foto \| video | Raportează eroare |
| OT-I-m-B-08478.01 (RAN: 125356.01.02)               | Așezare                                                                       | municipiul Slatina                              | Str. Cireașov, punct „Săliște”                                                                                        | sec. IV p. Chr.                                                 | Încarcă foto \| video | Raportează eroare |
| OT-I-m-B-08478.02 (RAN: 125356.01.01)               | Așezare                                                                       | municipiul Slatina                              | Str. Cireașov, punct „Săliște”                                                                                        | sec. II - I a. Chr., Latène                                     | Încarcă foto \| video | Raportează eroare |
| OT-I-s-B-08479 (RAN: 125356.02)                     | Situl arheologic de la Slatina                                                | municipiul Slatina                              | Str. Pitești |                                                                 | Încarcă foto \| video | Raportează eroare |
| OT-I-m-B-08479.01 (RAN: 125356.02.05, 125356.02.07) | Așezare                                                                       | municipiul Slatina                              | Str. Pitești | sec. V - X                                                      | Încarcă foto \| video | Raportează eroare |
| OT-I-m-B-08479.02                                   | Așezare                                                                       | municipiul Slatina                              | Str. Pitești | sec. IV - I a. Chr., Latène                                     | Încarcă foto \| video | Raportează eroare |
| OT-I-m-B-08479.03 (RAN: 125356.02.04)               | Așezare                                                                       | municipiul Slatina                              | Str. Pitești | Epoca bronzului, Cultura Verbicioara                            | Încarcă foto \| video | Raportează eroare |
| OT-I-m-B-08479.04 (RAN: 125356.02.03)               | Așezare                                                                       | municipiul Slatina                              | Str. Pitești | Epoca bronzului timpuriu, Cultura Glina                         | Încarcă foto \| video | Raportează eroare |
| OT-I-m-B-08479.05 (RAN: 125356.02.01, 125356.02.02) | Așezare                                                                       | municipiul Slatina                              | Str. Pitești | Neolitic, Cultura Sălcuța                                       | Încarcă foto \| video | Raportează eroare |
| OT-I-s-A-08480 (RAN: 128329.01)                     | Castru roman pe limes Transalutanus                                           | sat Albești; comuna Poboru                      | 44.68333°N 24.4°E | sec. III p. chr., Epoca romană                                  | Încarcă foto \| video | Raportează eroare |
| OT-I-s-A-08481 (RAN: 127402.01)                     | Necropolă tumulară                                                            | sat Alimănești; comuna Izvoarele                | | Epoca bronzului                                                 | Încarcă foto \| video | Raportează eroare |
| OT-I-s-B-08482 (RAN: 127518.01)                     | Așezare                                                                       | sat Bălănești; comuna Mărunței                  | „La izvor” | sec. VI - V a. Chr., Hallstatt târziu                           | Încarcă foto \| video | Raportează eroare |
| OT-I-s-B-08483 (RAN: 101065.01)                     | Așezare                                                                       | sat Bărcănești; comuna Vâlcele                  | „Dealul Căpriorii” | sec. VI - V a. Chr., Hallstatt târziu                           | Încarcă foto \| video | Raportează eroare |
| OT-I-s-B-08484 (RAN: 127885.01)                     | Așezare                                                                       | sat Beria; comuna Oporelu                       | „Dealul Carantinei”                                                                                                   | sec. IV - II a. Chr., Latène                                    | Încarcă foto \| video | Raportează eroare |
| OT-I-s-B-08486 (RAN: 125864.01)                     | Așezarea fortificată de la Braneț                                             | sat Braneț; comuna Bârza                        | „Piscul Rusului” | Perioada de tranziție la epoca bronzului, Cultura Coțofeni      | Încarcă foto \| video | Raportează eroare |
| OT-I-s-A-08485 (RAN: 126031.01)                     | Situl arheologic de la Brâncoveni                                             | sat Brâncoveni; comuna Brâncoveni               | |                                                                 | Încarcă foto \| video | Raportează eroare |
| OT-I-m-A-08485.01 (RAN: 126031.01.03)               | Așezare                                                                       | sat Brâncoveni; comuna Brâncoveni               | La 2 km Vfață de mănăstire                                                                                            | sec. XIV - XVI                                                  | Încarcă foto \| video | Raportează eroare |
| OT-I-m-A-08485.02 (RAN: 126031.01.02)               | Așezare                                                                       | sat Brâncoveni; comuna Brâncoveni               | | sec. II - III p. Chr.                                           | Încarcă foto \| video | Raportează eroare |
| OT-I-m-A-08485.03 (RAN: 126031.01.01)               | Așezare                                                                       | sat Brâncoveni; comuna Brâncoveni               | | 1800 a. Chr.                                                    | Încarcă foto \| video | Raportează eroare |
| OT-I-m-B-08487 (RAN: 126004.01)                     | Tell                                                                          | sat Brebeni; comuna Brebeni                     | | Neolitic, Cultura Sălcuța                                       | Încarcă foto \| video | Raportează eroare |
| OT-I-s-A-08488 (RAN: 128454.01)                     | Așezare fortificată                                                           | sat Buicești; comuna Priseaca                   | „Valea Ailaltă” | sec. II - I a. Chr., Latène, Cultura geto-dacică                | Încarcă foto \| video | Raportează eroare |
| OT-I-m-A-08489 (RAN: 125481.01)                     | Ruinele curții domnești a lui Mihai Viteazul                                  | municipiul Caracal                              | Str. Mihai Viteazul 3                                                                                                 | sec. XVI                                                        | Încarcă foto \| video | Raportează eroare |
| OT-I-s-B-08490 (RAN: 126175.01)                     | Așezare                                                                       | sat Cârlogani; comuna Cârlogani                 | „Botul Stârcului” | Epoca bronzului timpuriu, Cultura Glina                         | Încarcă foto \| video | Raportează eroare |
| OT-I-s-A-08491 (RAN: 125551.02)                     | Așezarea romană Sucidava                                                      | oraș Corabia                                    | | sec. II - III p. Chr.                                           |                       | Raportează eroare |
| OT-I-s-A-08492 (RAN: 125551.01)                     | Cetatea romano-bizantină Sucidava                                             | oraș Corabia                                    | 43.76444°N 24.45913°E                                                                                                 | sec. II - III p. Chr.                                           | Alte imagini          | Raportează eroare |
| OT-I-s-B-08493 (RAN: 125551.07)                     | Fântână                                                                       | oraș Corabia                                    | | sec. II p. Chr., Epoca romană                                   |                       | Raportează eroare |
| OT-I-s-B-08494 (RAN: 125551.03)                     | Așezare                                                                       | oraș Corabia                                    | | sec. XIV - XVI, Epoca medievală                                 | Încarcă foto \| video | Raportează eroare |
| OT-I-s-A-08495 (RAN: 125551.05)                     | Drumul Sucidava - Romula                                                      | oraș Corabia                                    | Str. Libertății | sec. II - III p. Chr., Epoca romană                             | Încarcă foto \| video | Raportează eroare |
| OT-I-s-B-08496 (RAN: 128338.01)                     | Așezare                                                                       | sat Cornățelu; comuna Poboru                    | „Vâlceaua lui Păiuș”                                                                                                  | sec. II - I a. Chr., Latène, Cultura geto-dacică                | Încarcă foto \| video | Raportează eroare |
| OT-I-s-B-08497 (RAN: 126415.02)                     | Situl arheologic de la Crâmpoia                                               | sat Crâmpoia; comuna Crâmpoia                   | „Măgura din Islaz” |                                                                 | Încarcă foto \| video | Raportează eroare |
| OT-I-m-B-08497.01 (RAN: 126415.02.01)               | Așezare                                                                       | sat Crâmpoia; comuna Crâmpoia                   | „Măgura din Islaz” | Eneolitic, Cultura Gumelnița                                    | Încarcă foto \| video | Raportează eroare |
| OT-I-m-B-08497.02 (RAN: 126415.02.02)               | Așezare                                                                       | sat Crâmpoia; comuna Crâmpoia                   | „Măgura din Islaz” | Neolitic, Cultura Sălcuța                                       | Încarcă foto \| video | Raportează eroare |
| OT-I-s-B-08498 (RAN: 126415.03)                     | Tell-ul eneolitic de la Crâmpoia                                              | sat Crâmpoia; comuna Crâmpoia                   | „Rentea” 44.31278°N 24.72361°E                                                                                        | Eneolitic, Cultura Gumelnița                                    | Încarcă foto \| video | Raportează eroare |
| OT-I-s-B-08499 (RAN: 125980.01)                     | Așezare                                                                       | sat Crușovu; comuna Brastavățu                  | | Neolitic, Cultura Vădastra                                      | Încarcă foto \| video | Raportează eroare |
| OT-I-s-B-08500 (RAN: 126594.01)                     | Așezare                                                                       | sat Dăneasa; comuna Dăneasa                     | | Neolitic, Cultura Sălcuța                                       | Încarcă foto \| video | Raportează eroare |
| OT-I-s-B-08501 (RAN: 125631.01)                     | Așezarea daco-romană de la Drăgănești-Olt                                     | oraș Drăgănești-Olt                             | „Săliște” | sec. II - IV p. Chr.                                            | Încarcă foto \| video | Raportează eroare |
| OT-I-s-B-08502 (RAN: 125631.02)                     | Așezare                                                                       | oraș Drăgănești-Olt                             | „Cișmeaua lui Stoenică”                                                                                               | Epoca bronzului timpuriu, Cultura Glina, faza III               | Încarcă foto \| video | Raportează eroare |
| OT-I-s-B-08503 (RAN: 125631.08)                     | Situl arheologic de la Drăgănești-Olt                                         | oraș Drăgănești-Olt                             | |                                                                 | Încarcă foto \| video | Raportează eroare |
| OT-I-m-B-08503.01 (RAN: 125631.08.01)               | Așezare                                                                       | oraș Drăgănești-Olt                             | | Epoca bronzului timpuriu, Cultura Glina                         | Încarcă foto \| video | Raportează eroare |
| OT-I-m-B-08503.02 (RAN: 125631.08.02)               | Așezare                                                                       | oraș Drăgănești-Olt                             | | Neolitic, Cultura Sălcuța                                       | Încarcă foto \| video | Raportează eroare |
| OT-I-s-B-08504 (RAN: 125631.04)                     | Așezare                                                                       | oraș Drăgănești-Olt                             | „Cișmeaua Papete” | Neolitic, Cultura Dudești                                       | Încarcă foto \| video | Raportează eroare |
| OT-I-s-B-08505 (RAN: 125631.05)                     | Necropolă                                                                     | oraș Drăgănești-Olt                             | „Via lui Mocioacă” | Latène                                                          | Încarcă foto \| video | Raportează eroare |
| OT-I-s-B-08506 (RAN: 127073.01)                     | Situl arheologic de la Găneasa                                                | sat Găneasa; comuna Găneasa                     | „Vâlcea” |                                                                 | Încarcă foto \| video | Raportează eroare |
| OT-I-m-B-08506.01 (RAN: 127073.01.04)               | Așezare                                                                       | sat Găneasa; comuna Găneasa                     | „Vâlcea” | sec. VI-VII                                                     | Încarcă foto \| video | Raportează eroare |
| OT-I-m-B-08506.02 (RAN: 127073.01.03)               | Așezare                                                                       | sat Găneasa; comuna Găneasa                     | „Vâlcea” | Hallstatt                                                       | Încarcă foto \| video | Raportează eroare |
| OT-I-m-B-08506.03 (RAN: 127073.01.02)               | Așezare                                                                       | sat Găneasa; comuna Găneasa                     | „Vâlcea” | Epoca bronzului, Cultura Verbicioara                            | Încarcă foto \| video | Raportează eroare |
| OT-I-m-B-08506.04 (RAN: 127073.01.01)               | Așezare                                                                       | sat Găneasa; comuna Găneasa                     | „Vâlcea” | Epoca bronzului timpuriu, Cultura Glina                         | Încarcă foto \| video | Raportează eroare |
| OT-I-s-B-08507 (RAN: 129059.02)                     | Așezare fortificată                                                           | sat Gâlmeie; comuna Sprâncenata                 | „La Cetate” | sec. II a. Chr.-sec. I p. Chr., Latène                          | Încarcă foto \| video | Raportează eroare |
| OT-I-s-B-08508 (RAN: 125597.01)                     | Așezarea romană de la Gârcov                                                  | sat Gârcov; comuna Gârcov                       | | sec. II - III p. Chr.                                           | Încarcă foto \| video | Raportează eroare |
| OT-I-s-B-08509 (RAN: 127732.01)                     | Așezarea de la Ghimpețeni                                                     | sat Ghimpețeni; comuna Ghimpețeni               | „Ghioroc” | Perioada de tranziție la epoca bronzului, Cultura Coțofeni      | Încarcă foto \| video | Raportează eroare |
| OT-I-s-B-08510 (RAN: 126415.01)                     | Castrul roman de la Crâmpoia                                                  | sat Crâmpoia; comuna Crâmpoia                   | 44.31036°N 24.72709°E                                                                                                 | sec. II - III p. Chr.                                           | Încarcă foto \| video | Raportează eroare |
| OT-I-s-B-08511                                      | Castrul de la Crâmpoia                                                        | sat Crâmpoia; comuna Crâmpoia                   | | sec. III p. Chr.                                                | Încarcă foto \| video | Raportează eroare |
| OT-I-s-B-08512 (RAN: 130151.01)                     | Situl arheologic de la Gropșani                                               | sat Gropșani; comuna Vulpeni                    | „Gura Gurgotei” |                                                                 | Încarcă foto \| video | Raportează eroare |
| OT-I-m-B-08512.01 (RAN: 130151.01.02)               | Așezare                                                                       | sat Gropșani; comuna Vulpeni                    | „Gura Gurgotei” | sec. VI                                                         | Încarcă foto \| video | Raportează eroare |
| OT-I-m-B-08512.02 (RAN: 130151.01.01)               | Așezare                                                                       | sat Gropșani; comuna Vulpeni                    | „Gura Gurgotei” | Epoca bronzului timpuriu, Cultura Glina                         | Încarcă foto \| video | Raportează eroare |
| OT-I-s-B-08513 (RAN: 127055.01)                     | Așezare                                                                       | sat Hotărani; comuna Fărcașele                  | | Neolitic, Cultura Vădastra                                      | Încarcă foto \| video | Raportează eroare |
| OT-I-s-A-08514 (RAN: 127581.03)                     | Situl arheologic de la Ipotești, punct „La Conac”                             | sat Ipotești; comuna Ipotești                   | „La Conac” |                                                                 | Încarcă foto \| video | Raportează eroare |
| OT-I-m-A-08514.01 (RAN: 127581.03.01)               | Așezare                                                                       | sat Ipotești; comuna Ipotești                   | „La Conac” | sec. XIV - XVI                                                  | Încarcă foto \| video | Raportează eroare |
| OT-I-m-A-08514.02 (RAN: 127581.03.02)               | Necropolă                                                                     | sat Ipotești; comuna Ipotești                   | „La Conac” | sec. XIV - XVI                                                  | Încarcă foto \| video | Raportează eroare |
| OT-I-m-A-08514.03 (RAN: 127581.03.03)               | Așezare                                                                       | sat Ipotești; comuna Ipotești                   | „La Conac” | sec. IV - VIII                                                  | Încarcă foto \| video | Raportează eroare |
| OT-I-m-A-08514.04 (RAN: 127581.03.04)               | Așezare                                                                       | sat Ipotești; comuna Ipotești                   | „La Conac” | sec. II - I a. Chr., Latène                                     | Încarcă foto \| video | Raportează eroare |
| OT-I-m-A-08514.05 (RAN: 127581.03.05)               | Așezare                                                                       | sat Ipotești; comuna Ipotești                   | „La Conac” | Epoca bronzului, Cultura Verbicioara                            | Încarcă foto \| video | Raportează eroare |
| OT-I-m-A-08514.06 (RAN: 127581.03.06)               | Așezare                                                                       | sat Ipotești; comuna Ipotești                   | „La Conac” | Neolitic, Cultura Boian                                         | Încarcă foto \| video | Raportează eroare |
| OT-I-s-A-08515 (RAN: 127581.02)                     | Așezare                                                                       | sat Ipotești; comuna Ipotești                   | | sec. VI - VII, Cultura Ipotești - Cândești                      | Încarcă foto \| video | Raportează eroare |
| OT-I-s-B-08516 (RAN: 126237.01)                     | Așezarea romană de la Maldăr                                                  | sat Maldăr; comuna Colonești                    | „Terasa Letiței” |                                                                 | Încarcă foto \| video | Raportează eroare |
| OT-I-m-B-08516.01                                   | Așezare                                                                       | sat Maldăr; comuna Colonești                    | „Terasa Letiței” | sec. II - III p. Chr., Epoca romană                             | Încarcă foto \| video | Raportează eroare |
| OT-I-m-B-08516.02 (RAN: 126237.01.02)               | Așezare                                                                       | sat Maldăr; comuna Colonești                    | „Terasa Letiței” | sec. I a. Chr., Latène                                          | Încarcă foto \| video | Raportează eroare |
| OT-I-s-B-08517 (RAN: 130099.01)                     | Așezare fortificată                                                           | sat Mărgăritești; comuna Voineasa               | „La Cetate” | Latène, Cultura geto-dacică                                     | Încarcă foto \| video | Raportează eroare |
| OT-I-s-B-08518 (RAN: 130099.02)                     | Așezare                                                                       | sat Mărgăritești; comuna Voineasa               | | Epoca bronzului timpuriu, Cultura Glina                         | Încarcă foto \| video | Raportează eroare |
| OT-I-s-A-08519 (RAN: 127545.01)                     | Villa rustica                                                                 | sat Mihăești; comuna Mihăești                   | 44.12277°N 24.78759°E                                                                                                 | sec. II - III p. Chr.                                           | Încarcă foto \| video | Raportează eroare |
| OT-I-s-A-08520 (RAN: 127607.01)                     | Așezare fortificată                                                           | sat Milcovu din Vale; comuna Milcov             | „Islaz” | sec. I a. Chr.-I p. Chr., Latène                                | Încarcă foto \| video | Raportează eroare |
| OT-I-s-B-08521 (RAN: 127910.01)                     | Situl arheologic de la Optași                                                 | sat Optași; comuna Optași                       | |                                                                 | Încarcă foto \| video | Raportează eroare |
| OT-I-m-B-08521.01 (RAN: 127910.01.03)               | Așezare                                                                       | sat Optași; comuna Optași                       | | sec. II - I a. Chr., Latène, Cultura geto-dacică                | Încarcă foto \| video | Raportează eroare |
| OT-I-m-B-08521.02 (RAN: 127910.01.02)               | Așezare                                                                       | sat Optași; comuna Optași                       | | Epoca bronzului, Cultura Verbicioara                            | Încarcă foto \| video | Raportează eroare |
| OT-I-m-B-08521.03 (RAN: 127910.01.01)               | Așezare                                                                       | sat Optași; comuna Optași                       | | Neolitic, Cultura Sălcuța                                       | Încarcă foto \| video | Raportează eroare |
| OT-I-s-B-08522 (RAN: 127947.01)                     | Așezare                                                                       | sat Orlea; comuna Orlea                         | „Orlița” | sec. II - III p. Chr.                                           | Încarcă foto \| video | Raportează eroare |
| OT-I-s-B-08523 (RAN: 127947.02)                     | Situl arheologic de la Orlea                                                  | sat Orlea; comuna Orlea                         | „La Grinduri” |                                                                 | Încarcă foto \| video | Raportează eroare |
| OT-I-m-B-08523.01 (RAN: 127947.02.03)               | Așezare                                                                       | sat Orlea; comuna Orlea                         | „La Grinduri” | Hallstatt                                                       | Încarcă foto \| video | Raportează eroare |
| OT-I-m-B-08523.02 (RAN: 127947.02.04)               | Așezare                                                                       | sat Orlea; comuna Orlea                         | „La Grinduri” | Latène                                                          | Încarcă foto \| video | Raportează eroare |
| OT-I-m-B-08523.03 (RAN: 127947.02.05)               | Așezare                                                                       | sat Orlea; comuna Orlea                         | „La Grinduri” | Neolitic, Cultura Vădastra                                      | Încarcă foto \| video | Raportează eroare |
| OT-I-m-B-08523.04 (RAN: 127947.02.06)               | Necropolă                                                                     | sat Orlea; comuna Orlea                         | „La Grinduri” | Neolitic, Cultura Sălcuța                                       | Încarcă foto \| video | Raportează eroare |
| OT-I-s-B-08524 (RAN: 128114.01)                     | Așezare                                                                       | oraș Piatra Olt                                 | „Gura Fleștenoagelor”                                                                                                 | sec. IV - II a. Chr., Latène, Cultura geto-dacică               | Încarcă foto \| video | Raportează eroare |
| OT-I-s-B-08525 (RAN: 128114.03)                     | Situl arheologic de la Piatra-Olt                                             | oraș Piatra-Olt                                 | |                                                                 | Încarcă foto \| video | Raportează eroare |
| OT-I-m-B-08525.01 (RAN: 128114.03.04)               | Așezare                                                                       | oraș Piatra-Olt                                 | | sec. IV-II a. Chr., Latène                                      | Încarcă foto \| video | Raportează eroare |
| OT-I-m-B-08525.02 (RAN: 128114.03.02, 128114.03.03) | Așezare                                                                       | oraș Piatra-Olt                                 | | Epoca bronzului, Cultura Verbicioara                            | Încarcă foto \| video | Raportează eroare |
| OT-I-m-B-08525.03 (RAN: 128114.03.01)               | Așezare                                                                       | oraș Piatra-Olt                                 | | Neolitic, Cultura Vădastra                                      | Încarcă foto \| video | Raportează eroare |
| OT-I-s-A-08526 (RAN: 128114.05)                     | Așezarea și castrul de la Acidava, Piatra Olt                                 | oraș Piatra-Olt                                 | 44.37809°N 24.26464°E                                                                                                 | sec. II - III p. Chr.                                           | Încarcă foto \| video | Raportează eroare |
| OT-I-m-A-08526.01                                   | Așezarea romană Acidava                                                       | oraș Piatra-Olt                                 | | sec. II - III p. Chr.                                           | Încarcă foto \| video | Raportează eroare |
| OT-I-m-A-08526.02                                   | Castrul Acidava                                                               | oraș Piatra-Olt                                 | | sec. II - III p. Chr.                                           | Încarcă foto \| video | Raportează eroare |
| OT-I-s-A-08527 (RAN: 126754.01)                     | Situl arheologic de la Reșca-Romula, punct „Dâmbul Morii”                     | sat Reșca; comuna Dobrosloveni                  | „Dâmbul Morii” |                                                                 | Încarcă foto \| video | Raportează eroare |
| OT-I-m-A-08527.01 (RAN: 126754.01.03)               | Cimitir                                                                       | sat Reșca; comuna Dobrosloveni                  | „Dâmbul Morii” | sec. XIV - XVI                                                  | Încarcă foto \| video | Raportează eroare |
| OT-I-m-A-08527.02 (RAN: 126754.01.02)               | Orașul roman Romula                                                           | sat Reșca; comuna Dobrosloveni                  | „Dâmbul Morii” | sec. II - III p. Chr.                                           | Încarcă foto \| video | Raportează eroare |
| OT-I-m-A-08527.03 (RAN: 126754.01.01)               | Așezare                                                                       | sat Reșca; comuna Dobrosloveni                  | „Dâmbul Morii” | sec. II a. Chr., Latène                                         | Încarcă foto \| video | Raportează eroare |
| OT-I-s-A-08528 (RAN: 126754.02)                     | Necropola plană a orașului Romula                                             | sat Reșca-Romula; comuna Dobrosloveni           | | sec. II - III p. Chr.                                           | Încarcă foto \| video | Raportează eroare |
| OT-I-s-A-08529 (RAN: 126754.03)                     | Necropola tumulară a orașului Romula                                          | sat Reșca; comuna Dobrosloveni                  | | sec. II - III p. Chr.                                           | Încarcă foto \| video | Raportează eroare |
| OT-I-s-B-08530                                      | Situl arheologic de la Roșieni                                                | sat Roșieni; comuna Dobrun                      | „La viile lui Brătășanu”                                                                                              |                                                                 | Încarcă foto \| video | Raportează eroare |
| OT-I-m-B-08530.01                                   | Așezare                                                                       | sat Roșieni; comuna Dobrun                      | „La viile lui Brătășanu”                                                                                              | sec. IV - VII, Cultura Ipotești - Cândești                      | Încarcă foto \| video | Raportează eroare |
| OT-I-m-B-08530.02                                   | Așezare                                                                       | sat Roșieni; comuna Dobrun                      | „La viile lui Brătășanu”                                                                                              | mil. IV - III a. Chr., Neolitic, Cultura Sălcuța                | Încarcă foto \| video | Raportează eroare |
| OT-I-s-B-08531 (RAN: 127162.01)                     | Așezarea romană de la Slăveni                                                 | sat Slăveni; comuna Gostavățu                   | | sec. II - III p. Chr., Epoca romană                             | Încarcă foto \| video | Raportează eroare |
| OT-I-s-A-08532 (RAN: 127162.02)                     | Necropola tumulară de la Slăveni                                              | sat Slăveni; comuna Gostavățu                   | „La Movilă” | sec. II - III p. Chr., Epoca romană                             | Încarcă foto \| video | Raportează eroare |
| OT-I-s-A-08533 (RAN: 127162.03)                     | Castrul de la Slăveni                                                         | sat Slăveni; comuna Gostavățu                   | „La Cetate” 44.0926°N 24.51498°E                                                                                      | sec. II - IV p.chr.                                             | Alte imagini          | Raportează eroare |
| OT-I-s-B-08534 (RAN: 129059.01)                     | Situl arheologic de la Sprâncenata                                            | sat Sprâncenata; comuna Sprâncenata             | „Cotul Morii” |                                                                 | Încarcă foto \| video | Raportează eroare |
| OT-I-m-B-08534.01 (RAN: 129059.01.02)               | Așezare                                                                       | sat Sprâncenata; comuna Sprâncenata             | „Cotul Morii” | sec. VIII - X                                                   | Încarcă foto \| video | Raportează eroare |
| OT-I-m-B-08534.02 (RAN: 129059.01.01)               | Așezare                                                                       | sat Sprâncenata; comuna Sprâncenata             | „Cotul Morii” | sec. II - III p. Chr.                                           | Încarcă foto \| video | Raportează eroare |
| OT-I-s-B-08535 (RAN: 129120.01)                     | Situl arheologic de la Stoicănești, punct „Coandă”                            | sat Stoicănești; comuna Stoicănești             | „Coandă” |                                                                 | Încarcă foto \| video | Raportează eroare |
| OT-I-m-B-08535.01 (RAN: 129120.01.03)               | Așezare                                                                       | sat Stoicănești; comuna Stoicănești             | „Coandă” | sec. IV - VIII, Cultura Ipotești - Cândești                     | Încarcă foto \| video | Raportează eroare |
| OT-I-m-B-08535.02 (RAN: 129120.01.02)               | Așezare                                                                       | sat Stoicănești; comuna Stoicănești             | „Coandă” | sec. II - I a. Chr., Latène                                     | Încarcă foto \| video | Raportează eroare |
| OT-I-m-B-08535.03 (RAN: 129120.01.01)               | Așezare                                                                       | sat Stoicănești; comuna Stoicănești             | „Coandă” | Neolitic, Cultura Sălcuța                                       | Încarcă foto \| video | Raportează eroare |
| OT-I-s-B-08536 (RAN: 129120.03)                     | Situl arheologic de la Stoicănești, punct „Valea Dracului”                    | sat Stoicănești; comuna Stoicănești             | „Valea Dracului” |                                                                 | Încarcă foto \| video | Raportează eroare |
| OT-I-m-B-08536.01                                   | Așezare                                                                       | sat Stoicănești; comuna Stoicănești             | „Valea Dracului” | sec. VI-VII                                                     | Încarcă foto \| video | Raportează eroare |
| OT-I-m-B-08536.02                                   | Așezare                                                                       | sat Stoicănești; comuna Stoicănești             | „Valea Dracului” | sec. II a. Chr.-sec. I p. Chr., Latène                          | Încarcă foto \| video | Raportează eroare |
| OT-I-s-B-08537 (RAN: 129399.01)                     | Situl arheologic de la Teslui                                                 | sat Teslui; comuna Teslui                       | |                                                                 | Încarcă foto \| video | Raportează eroare |
| OT-I-m-B-08537.01 (RAN: 129399.01.02)               | Așezare                                                                       | sat Teslui; comuna Teslui                       | | sec. III - II a. Chr., Latène                                   | Încarcă foto \| video | Raportează eroare |
| OT-I-m-B-08537.02 (RAN: 129399.01.01)               | Așezare                                                                       | sat Teslui; comuna Teslui                       | | 1800 a. Chr., Epoca bronzului                                   | Încarcă foto \| video | Raportează eroare |
| OT-I-s-A-08538 (RAN: 129736.01)                     | Așezarea neolitică de la Vădastra                                             | sat Vădastra; comuna Vădastra                   | „Măgura Cetății” | 4500 - 3700 a. Chr., Neolitic, Cultura Vădastra                 | Încarcă foto \| video | Raportează eroare |
| OT-I-s-B-08539 (RAN: 130017.01)                     | Situl arheologic de la Vâlcelele de Sus                                       | sat Vâlcelele de Sus; comuna Vâlcele            | „Dealul Cișmelelor”                                                                                                   |                                                                 | Încarcă foto \| video | Raportează eroare |
| OT-I-m-B-08539.01 (RAN: 130017.01.03)               | Așezare                                                                       | sat Vâlcelele de Sus; comuna Vâlcele            | „Dealul Cișmelelor”                                                                                                   | Latène                                                          | Încarcă foto \| video | Raportează eroare |
| OT-I-m-B-08539.02 (RAN: 130017.01.02)               | Așezare                                                                       | sat Vâlcelele de Sus; comuna Vâlcele            | „Dealul Cișmelelor”                                                                                                   | Epoca bronzului, Cultura Verbicioara                            | Încarcă foto \| video | Raportează eroare |
| OT-I-m-B-08539.03 (RAN: 130017.01.01)               | Așezare                                                                       | sat Vâlcelele de Sus; comuna Vâlcele            | „Dealul Cișmelelor”                                                                                                   | 3700 - 1800 a. Chr., Neolitic, Cultura Sălcuța                  | Încarcă foto \| video | Raportează eroare |
| OT-I-s-B-08540 (RAN: 129825.01)                     | Situl arheologic de la Verguleasa                                             | sat Verguleasa; comuna Verguleasa               | |                                                                 | Încarcă foto \| video | Raportează eroare |
| OT-I-m-B-08540.01 (RAN: 129825.01.02)               | Așezare                                                                       | sat Verguleasa; comuna Verguleasa               | | 1800 a. Chr., Epoca bronzului                                   | Încarcă foto \| video | Raportează eroare |
| OT-I-m-B-08540.02 (RAN: 129825.01.01)               | Așezare                                                                       | sat Verguleasa; comuna Verguleasa               | | 5500 - 4500 a. Chr., Neolitic timpuriu, Cultura Starèevo - Criș | Încarcă foto \| video | Raportează eroare |
| OT-I-s-B-08541 (RAN: 130035.01)                     | Situl arheologic de la Vlădila                                                | sat Vlădila; comuna Vlădila                     | „La Pepinieră” 44.00111°N 24.41472°E                                                                                  |                                                                 | Încarcă foto \| video | Raportează eroare |
| OT-I-m-B-08541.01 (RAN: 130035.01.02)               | Așezare                                                                       | sat Vlădila; comuna Vlădila                     | „La Pepinieră” 44.00111°N 24.41472°E                                                                                  | sec. XV - XVI                                                   | Încarcă foto \| video | Raportează eroare |
| OT-I-m-B-08541.02 (RAN: 130035.01.01)               | Așezare                                                                       | sat Vlădila; comuna Vlădila                     | „La Pepinieră” 44.00111°N 24.41472°E                                                                                  | Neolitic timpuriu, Cultura Starèevo - Criș                      | Încarcă foto \| video | Raportează eroare |
| OT-I-s-B-08542 (RAN: 130035.02)                     | Villa rustica de la Vlădila                                                   | sat Vlădila; comuna Vlădila                     | 43.9984°N 24.40477°E                                                                                                  | sec. II - III p. Chr.                                           | Încarcă foto \| video | Raportează eroare |
| OT-I-s-B-08543 (RAN: 130035.03)                     | Villa rustica                                                                 | sat Vlădila; comuna Vlădila                     | 43.9984°N 24.40477°E                                                                                                  | sec. II - III p. Chr.                                           | Încarcă foto \| video | Raportează eroare |
| OT-I-s-B-08544 (RAN: 130240.01)                     | Situl arheologic de la Vulturești                                             | sat Vulturești; comuna Vulturești               | „Ogrăzi” |                                                                 | Încarcă foto \| video | Raportează eroare |
| OT-I-m-B-08544.01 (RAN: 130240.01.02)               | Așezare                                                                       | sat Vulturești; comuna Vulturești               | „Ogrăzi” | sec. IV - VII, Cultura Ipotești - Cândești                      | Încarcă foto \| video | Raportează eroare |
| OT-I-m-B-08544.02 (RAN: 130240.01.01)               | Așezare                                                                       | sat Vulturești; comuna Vulturești               | „Ogrăzi” | Epoca bronzului, Cultura Verbicioara                            | Încarcă foto \| video | Raportează eroare |
| OT-II-m-B-08575                                     | Ansamblu urban                                                                | municipiul Slatina                              | Str. Ionașcu, Poboran George, Eminescu Mihai, Lipatti Dinu, Grădiniței, Kogălniceanu Mihail, Moroșan Ioan, Ionașcu    |                                                                 | Alte imagini          | Raportează eroare |
| OT-II-m-B-08545 (RAN: 125356.06)                    | Biserica „Adormirea Maicii Domnului”, „Maica Precista”                        | municipiul Slatina                              | Str. 1 Decembrie 1918 2                                                                                               | 1736                                                            | Încarcă foto \| video | Raportează eroare |
| OT-II-m-B-08546                                     | Liceul „Radu Greceanu”                                                        | municipiul Slatina                              | Str. Nicolae Bălcescu 8 44.4319°N 24.3512°E                                                                           | 1891                                                            |                       | Raportează eroare |
| OT-II-m-B-08547                                     | Biserica „Sf. Voievozi”                                                       | municipiul Slatina                              | Str. Cireașov | 1802-1806                                                       | Încarcă foto \| video | Raportează eroare |
| OT-II-m-B-08548                                     | Bancă                                                                         | municipiul Slatina                              | Str. Eminescu Mihai 16                                                                                                | 1908                                                            |                       | Raportează eroare |
| OT-II-m-B-21052                                     | Casa Fântâneanu                                                               | municipiul Slatina                              | Str. Eminescu Mihai 17 44.42951°N 24.35883°E                                                                          | 1846                                                            |                       | Raportează eroare |
| OT-II-m-B-08584                                     | Casă                                                                          | municipiul Slatina                              | Str. Eminescu Mihai 18                                                                                                | 1895                                                            |                       | Raportează eroare |
| OT-II-m-B-08549                                     | Casa Zarinovici                                                               | municipiul Slatina                              | Str. Eminescu Mihai 24                                                                                                | 1924                                                            |                       | Raportează eroare |
| OT-II-m-B-20146                                     | Casă                                                                          | municipiul Slatina                              | Str. Eminescu Mihai 27                                                                                                | 1890                                                            | Încarcă foto \| video | Raportează eroare |
| OT-II-m-B-08550                                     | Casa Dumitrescu                                                               | municipiul Slatina                              | Str. Eminescu Mihai 29                                                                                                | 1905                                                            |                       | Raportează eroare |
| OT-II-m-B-08551                                     | Casa Toma                                                                     | municipiul Slatina                              | Str. Eminescu Mihai 31                                                                                                | 1890                                                            |                       | Raportează eroare |
| OT-II-m-B-08552                                     | Casa Stavri                                                                   | municipiul Slatina                              | Str. Eminescu Mihai 33                                                                                                | 1890                                                            |                       | Raportează eroare |
| OT-II-m-B-08553                                     | Casa Ștefănescu                                                               | municipiul Slatina                              | Str. Eminescu Mihai 35                                                                                                | 1890                                                            | Încarcă foto \| video | Raportează eroare |
| OT-II-m-B-08554                                     | Casa Nicolae Tologea                                                          | municipiul Slatina                              | Str. Eminescu Mihai 36                                                                                                | 1860                                                            | Încarcă foto \| video | Raportează eroare |
| OT-II-m-B-08555                                     | Casa Nicolae                                                                  | municipiul Slatina                              | Str. Eminescu Mihai 37                                                                                                | 1885                                                            | Încarcă foto \| video | Raportează eroare |
| OT-II-m-B-08556                                     | Casa Nicolae Tologea                                                          | municipiul Slatina                              | Str. Eminescu Mihai 38                                                                                                | 1890                                                            | Încarcă foto \| video | Raportează eroare |
| OT-II-m-B-08557                                     | Casă                                                                          | municipiul Slatina                              | Str. Eminescu Mihai 39                                                                                                | 1890                                                            | Încarcă foto \| video | Raportează eroare |
| OT-II-m-B-08558                                     | Casa Ivanovici                                                                | municipiul Slatina                              | Str. Eminescu Mihai 40                                                                                                | 1890                                                            | Încarcă foto \| video | Raportează eroare |
| OT-II-m-B-08559                                     | Casa Eltin                                                                    | municipiul Slatina                              | Str. Eminescu Mihai 44                                                                                                | 1884                                                            |                       | Raportează eroare |
| OT-II-m-B-08560                                     | Casa Bratovescu                                                               | municipiul Slatina                              | Str. Eminescu Mihai 46                                                                                                | 1895                                                            | Încarcă foto \| video | Raportează eroare |
| OT-II-m-B-08561                                     | Casa Stănculescu                                                              | municipiul Slatina                              | Str. Eminescu Mihai 48                                                                                                | 1895                                                            |                       | Raportează eroare |
| OT-II-m-B-08562                                     | Casă                                                                          | municipiul Slatina                              | Str. Eminescu Mihai 52                                                                                                | 1890                                                            | Încarcă foto \| video | Raportează eroare |
| OT-II-m-B-08563                                     | Casa Constantinescu                                                           | municipiul Slatina                              | Str. Eminescu Mihai 59                                                                                                | 1939                                                            | Încarcă foto \| video | Raportează eroare |
| OT-II-m-B-08564                                     | Casă                                                                          | municipiul Slatina                              | Str. Frații Buzești                                                                                                   | 1850                                                            | Încarcă foto \| video | Raportează eroare |
| OT-II-m-B-08565                                     | Casă                                                                          | municipiul Slatina                              | Str. Frații Buzești 8                                                                                                 | 1882                                                            | Încarcă foto \| video | Raportează eroare |
| OT-II-m-B-08566                                     | Casă                                                                          | municipiul Slatina                              | Str. Frații Buzești 10                                                                                                | sf. sec. XIX                                                    | Încarcă foto \| video | Raportează eroare |
| OT-II-m-B-08567 (RAN: 125356.09)                    | Biserica „Sf. Treime”                                                         | municipiul Slatina                              | Str. Grădiniței 2 | 1641-1645, ref. 1784                                            | Încarcă foto \| video | Raportează eroare |
| OT-II-m-B-08568 (RAN: 125356.05)                    | Biserica „Sf. Ioan Botezătorul”                                               | municipiul Slatina                              | Str. Grădiște 7 | 1796                                                            | Încarcă foto \| video | Raportează eroare |
| OT-II-m-B-08569                                     | Casă                                                                          | municipiul Slatina                              | Str. Griviței 1 | 1840                                                            | Încarcă foto \| video | Raportează eroare |
| OT-II-m-B-08570                                     | Casă                                                                          | municipiul Slatina                              | Str. Horea 3 | 1901                                                            |                       | Raportează eroare |
| OT-II-m-B-08571                                     | Casă                                                                          | municipiul Slatina                              | Str. Horea 5 | 1893                                                            |                       | Raportează eroare |
| OT-II-m-B-08572                                     | Casă                                                                          | municipiul Slatina                              | Str. Horea 5bis | 1902                                                            | Încarcă foto \| video | Raportează eroare |
| OT-II-m-B-08573                                     | Casă                                                                          | municipiul Slatina                              | Str. Horea 10 44.429°N 24.3587°E                                                                                      | 1890                                                            |                       | Raportează eroare |
| OT-II-m-B-08574                                     | Casă                                                                          | municipiul Slatina                              | Str. Horea 12 44.42896°N 24.35874°E                                                                                   | 1936                                                            |                       | Raportează eroare |
| OT-II-m-B-08576                                     | Casă                                                                          | municipiul Slatina                              | Str. Ionașcu 9 | 1890                                                            | Încarcă foto \| video | Raportează eroare |
| OT-II-m-B-08577                                     | Casă                                                                          | municipiul Slatina                              | Str. Ionașcu 16 | 1893                                                            | Încarcă foto \| video | Raportează eroare |
| OT-II-m-B-08578                                     | Fosta Școală de băieți                                                        | municipiul Slatina                              | Str. Ionașcu 38 | 1899                                                            | Încarcă foto \| video | Raportează eroare |
| OT-II-m-B-08579                                     | Casă                                                                          | municipiul Slatina                              | Str. Ionașcu 46 | 1900                                                            | Încarcă foto \| video | Raportează eroare |
| OT-II-m-B-08580                                     | Biserica „Sf. Gheorghe”                                                       | municipiul Slatina                              | Str. Ionașcu 62 44.42975°N 24.35163°E                                                                                 | 1872-1877                                                       |                       | Raportează eroare |
| OT-II-m-B-08581                                     | Muzeul Județean de Etnografie                                                 | municipiul Slatina                              | Str. Ionașcu 73 | înc. sec. XIX                                                   | Încarcă foto \| video | Raportează eroare |
| OT-II-m-B-08582                                     | Muzeul Județean Olt                                                           | municipiul Slatina                              | Str. Ipătescu Ana 1 44.43009°N 24.36015°E                                                                             | 1887                                                            | Alte imagini          | Raportează eroare |
| OT-II-m-B-08583                                     | Primărie                                                                      | municipiul Slatina                              | Str. Kogălniceanu Mihail 1 44.42789°N 24.3557°E                                                                       | 1905                                                            |                       | Raportează eroare |
| OT-II-m-B-08585                                     | Casă                                                                          | municipiul Slatina                              | Str. Lipscani 2 | 1935                                                            | Încarcă foto \| video | Raportează eroare |
| OT-II-m-B-08586                                     | Casa Baltag                                                                   | municipiul Slatina                              | Str. Lipscani 3 | 1895                                                            | Încarcă foto \| video | Raportează eroare |
| OT-II-m-B-08587                                     | Casa de cultură                                                               | municipiul Slatina                              | Str. Lipscani 4 | 1903                                                            | Încarcă foto \| video | Raportează eroare |
| OT-II-m-B-08588                                     | Casă                                                                          | municipiul Slatina                              | Str. Lipscani 5 | 1890                                                            | Încarcă foto \| video | Raportează eroare |
| OT-II-m-B-08589                                     | Casă                                                                          | municipiul Slatina                              | Str. Lipscani 7 | 1890                                                            | Încarcă foto \| video | Raportează eroare |
| OT-II-m-B-08590                                     | Casa Paul Ghențel                                                             | municipiul Slatina                              | Str. Lipscani 8 | 1935                                                            | Încarcă foto \| video | Raportează eroare |
| OT-II-m-B-08591                                     | Casa Popescu                                                                  | municipiul Slatina                              | Str. Lipscani 9 | 1890                                                            | Încarcă foto \| video | Raportează eroare |
| OT-II-m-B-08592                                     | Casa Zeveleanu                                                                | municipiul Slatina                              | Str. Lipscani 10 | 1920                                                            | Încarcă foto \| video | Raportează eroare |
| OT-II-m-B-08593                                     | Casa Ticea                                                                    | municipiul Slatina                              | Str. Lipscani 11 | 1900                                                            | Încarcă foto \| video | Raportează eroare |
| OT-II-m-B-08594                                     | Casa Rădulescu                                                                | municipiul Slatina                              | Str. Lipscani 13 | 1890                                                            | Încarcă foto \| video | Raportează eroare |
| OT-II-m-B-08595                                     | Casa Ticu                                                                     | municipiul Slatina                              | Str. Lipscani 14 | 1920                                                            | Încarcă foto \| video | Raportează eroare |
| OT-II-m-B-08596                                     | Casa Marinescu                                                                | municipiul Slatina                              | Str. Lipscani 16 | 1902                                                            | Încarcă foto \| video | Raportează eroare |
| OT-II-m-B-08597                                     | Casa Dobrescu                                                                 | municipiul Slatina                              | Str. Lipscani 17 | 1915                                                            | Încarcă foto \| video | Raportează eroare |
| OT-II-m-B-08598                                     | Casa Smarandache                                                              | municipiul Slatina                              | Str. Lipscani 18 | 1895                                                            | Încarcă foto \| video | Raportează eroare |
| OT-II-m-B-08599                                     | Casa Vișinescu                                                                | municipiul Slatina                              | Str. Lipscani 19 | 1885                                                            | Încarcă foto \| video | Raportează eroare |
| OT-II-m-B-08600                                     | Casa Diaconescu                                                               | municipiul Slatina                              | Str. Lipscani 20 | 1897                                                            | Încarcă foto \| video | Raportează eroare |
| OT-II-m-B-08601                                     | Casă                                                                          | municipiul Slatina                              | Str. Lipscani 21 | 1892                                                            | Încarcă foto \| video | Raportează eroare |
| OT-II-m-B-08602                                     | Casă                                                                          | municipiul Slatina                              | Str. Lipscani 22 | 1890                                                            | Încarcă foto \| video | Raportează eroare |
| OT-II-m-B-08603                                     | Casa Zenovie                                                                  | municipiul Slatina                              | Str. Lipscani 23 | 1890                                                            | Încarcă foto \| video | Raportează eroare |
| OT-II-m-B-08604                                     | Casa Gălățeanu                                                                | municipiul Slatina                              | Str. Lipscani 24 | 1892                                                            | Încarcă foto \| video | Raportează eroare |
| OT-II-m-B-08605                                     | Casă                                                                          | municipiul Slatina                              | Str. Lipscani 25 | 1896                                                            | Încarcă foto \| video | Raportează eroare |
| OT-II-m-B-08606                                     | Casă                                                                          | municipiul Slatina                              | Str. Lipscani 31 | 1895                                                            | Încarcă foto \| video | Raportează eroare |
| OT-II-m-B-08607                                     | Casă                                                                          | municipiul Slatina                              | Str. Lipscani 32 | 1910                                                            | Încarcă foto \| video | Raportează eroare |
| OT-II-m-B-08608                                     | Centrul de Creație, Școala Populară de Artă                                   | municipiul Slatina                              | Str. Lipscani 33 | 1900                                                            |                       | Raportează eroare |
| OT-II-m-B-08609                                     | Casa Damian                                                                   | municipiul Slatina                              | Str. Lipscani 35 | 1890                                                            | Încarcă foto \| video | Raportează eroare |
| OT-II-m-B-08610                                     | Casa Ștefan                                                                   | municipiul Slatina                              | Str. Lipscani 37 | 1890                                                            | Încarcă foto \| video | Raportează eroare |
| OT-II-m-B-08611                                     | Casă                                                                          | municipiul Slatina                              | Str. Lipscani 42 | 1900                                                            | Încarcă foto \| video | Raportează eroare |
| OT-II-m-B-08612                                     | Casă                                                                          | municipiul Slatina                              | Str. Lipscani 42bis                                                                                                   | 1933                                                            | Încarcă foto \| video | Raportează eroare |
| OT-II-m-B-08613                                     | Casa Bulbea                                                                   | municipiul Slatina                              | Str. Lipscani 43 | 1900                                                            | Încarcă foto \| video | Raportează eroare |
| OT-II-m-B-08614                                     | Casă                                                                          | municipiul Slatina                              | Str. Lipscani 44 | 1885                                                            | Încarcă foto \| video | Raportează eroare |
| OT-II-m-B-08615                                     | Casa Popescu                                                                  | municipiul Slatina                              | Str. Lipscani 46 | 1936                                                            | Încarcă foto \| video | Raportează eroare |
| OT-II-m-B-08616                                     | Casa Biltz                                                                    | municipiul Slatina                              | Str. Lipscani 48-50                                                                                                   | 1882                                                            | Încarcă foto \| video | Raportează eroare |
| OT-II-m-B-08617                                     | Judecătoria Slatina                                                           | municipiul Slatina                              | Str. Lipscani 49 | 1890                                                            | Încarcă foto \| video | Raportează eroare |
| OT-II-m-B-08618                                     | Casă                                                                          | municipiul Slatina                              | Str. Lipscani 52 | 1872                                                            | Încarcă foto \| video | Raportează eroare |
| OT-II-a-A-08619 (RAN: 125356.10)                    | Mănăstirea Clocociov                                                          | municipiul Slatina                              | Str. Mănăstirii Clocociov                                                                                             | 1645                                                            |                       | Raportează eroare |
| OT-II-m-A-08619.01                                  | Biserica „Sf. Arhangheli”                                                     | municipiul Slatina                              | Str. Mănăstirii Clocociov                                                                                             | sec. XVI, ref.1593 - 1601 și 1645                               |                       | Raportează eroare |
| OT-II-m-A-08619.02                                  | Casele stăreției                                                              | municipiul Slatina                              | Str. Mănăstirii Clocociov                                                                                             | sec. XVII                                                       | Încarcă foto \| video | Raportează eroare |
| OT-II-m-A-08619.03                                  | Turn clopotniță                                                               | municipiul Slatina                              | Str. Mănăstirii Clocociov                                                                                             | sec. XVII                                                       |                       | Raportează eroare |
| OT-II-m-A-08619.04                                  | Zid de incintă                                                                | municipiul Slatina                              | Str. Mănăstirii Clocociov 45.88509°N 22.89963°E                                                                       | sec. XVII                                                       | Alte imagini          | Raportează eroare |
| OT-II-m-B-20147                                     | Casă                                                                          | municipiul Slatina                              | Str. Pieței 2 | 1880                                                            | Încarcă foto \| video | Raportează eroare |
| OT-II-m-B-08620 (RAN: 125356.08)                    | Biserica „Sf. Împărați”                                                       | municipiul Slatina                              | Str. Pitești 16 44.43159°N 24.36306°E                                                                                 | sec. XVIII, ref. 1793                                           |                       | Raportează eroare |
| OT-II-m-B-08621                                     | Registrul Comerțului                                                          | municipiul Slatina                              | Str. Poboran George 2                                                                                                 | 1896                                                            |                       | Raportează eroare |
| OT-II-m-B-08622                                     | Casa Vereș                                                                    | municipiul Slatina                              | Str. Poboran George 5 44.4276°N 24.3556°E                                                                             | 1894                                                            |                       | Raportează eroare |
| OT-II-m-B-20148                                     | Casa Mitrican                                                                 | municipiul Slatina                              | Str. Poboran George 10                                                                                                | 1890                                                            | Încarcă foto \| video | Raportează eroare |
| OT-II-m-B-08623                                     | Casă                                                                          | municipiul Slatina                              | Str. Poboran George 21                                                                                                | 1908                                                            | Încarcă foto \| video | Raportează eroare |
| OT-II-m-B-08624                                     | Casă                                                                          | municipiul Slatina                              | Str. Poboran George 23                                                                                                | 1908                                                            | Încarcă foto \| video | Raportează eroare |
| OT-II-m-B-08625                                     | Casa Ștefănescu                                                               | municipiul Slatina                              | Str. Poboran George 24                                                                                                | 1900                                                            | Încarcă foto \| video | Raportează eroare |
| OT-II-m-B-08626                                     | Casa Călugăru Felicia                                                         | municipiul Slatina                              | Str. Poboran George 29                                                                                                | 1906                                                            | Încarcă foto \| video | Raportează eroare |
| OT-II-m-B-08627                                     | Casă                                                                          | municipiul Slatina                              | Str. Poboran George 32                                                                                                | 1938                                                            | Încarcă foto \| video | Raportează eroare |
| OT-II-m-B-08628                                     | Casa Fiera                                                                    | municipiul Slatina                              | Str. Poboran George 34                                                                                                | 1938                                                            | Încarcă foto \| video | Raportează eroare |
| OT-II-m-B-08629                                     | Ruinele castelului de apă                                                     | municipiul Slatina                              | Str. Prelungirea Tunari                                                                                               | sf. sec. XIX                                                    | Încarcă foto \| video | Raportează eroare |
| OT-II-m-B-08630                                     | Atelier                                                                       | municipiul Slatina                              | Str. Prelungirea Tunari 6                                                                                             | sf. sec. XIX                                                    | Încarcă foto \| video | Raportează eroare |
| OT-II-a-B-08631 (RAN: 125356.07)                    | Schitul Strehareț                                                             | municipiul Slatina                              | Str. Strehareț 154 | 1671                                                            | Încarcă foto \| video | Raportează eroare |
| OT-II-m-B-08631.01                                  | Biserica „Adormirea Maicii Domnului”                                          | municipiul Slatina                              | Str. Strehareț 154 | 1664-1668, ref. 1844                                            | Încarcă foto \| video | Raportează eroare |
| OT-II-m-B-08631.02                                  | Ruine zid de incintă                                                          | municipiul Slatina                              | Str. Strehareț 154 | 1672                                                            | Încarcă foto \| video | Raportează eroare |
| OT-II-m-B-08632                                     | Reședința Episcopală (Episcopia Slatinei)                                     | municipiul Slatina                              | Str. Titulescu Nicolae 24                                                                                             | 1902                                                            | Încarcă foto \| video | Raportează eroare |
| OT-II-m-B-08633                                     | Casă                                                                          | municipiul Slatina                              | Str. Vederii 3 | sf. sec. XIX                                                    |                       | Raportează eroare |
| OT-II-m-B-08634                                     | Casă                                                                          | municipiul Slatina                              | Str. Vederii 5 | sf. sec. XIX                                                    |                       | Raportează eroare |
| OT-II-m-B-08635                                     | Biserica adventistă                                                           | municipiul Slatina                              | Str. Vederii 6 | înc. sec. XX                                                    |                       | Raportează eroare |
| OT-II-m-B-08636 (RAN: 125356.04)                    | Biserica „Sf. Nicolae (din coastă)”                                           | municipiul Slatina                              | Str. Vintilă Vodă 44.42929°N 24.35178°E                                                                               | 1700, ref. 1889                                                 |                       | Raportează eroare |
| OT-II-m-B-08637                                     | Biserica „Adormirea Maicii Domnului”                                          | sat Afumați; comuna Leleasca                    | | 1857                                                            | Încarcă foto \| video | Raportează eroare |
| OT-II-m-B-08638 (RAN: 128329.02)                    | Biserica „Sf. Nicolae”                                                        | sat Albești; comuna Poboru                      | Valea Secii | 1800                                                            | Încarcă foto \| video | Raportează eroare |
| OT-II-m-B-08639                                     | Biserica „Sf. Nicolae”                                                        | sat Alimănești; comuna Izvoarele                | | 1821                                                            | Încarcă foto \| video | Raportează eroare |
| OT-II-m-B-08640 (RAN: 128971.01)                    | Biserica de lemn „Cuvioasa Paraschiva”                                        | sat Alunișu; comuna Spineni                     | | 1812-1813                                                       | Alte imagini          | Raportează eroare |
| OT-II-m-B-08641                                     | Biserica „Sf. Nicolae”                                                        | sat Bacea; comuna Movileni                      | | 1801-1815, reclădită 1859 - 1860                                | Încarcă foto \| video | Raportează eroare |
| OT-II-m-B-08642 (RAN: 125695.02)                    | Biserica de lemn „Sf. Nicolae”                                                | sat Baldovinești; comuna Baldovinești           | | 1739, ref. parțial 1860                                         | Încarcă foto \| video | Raportează eroare |
| OT-II-m-B-08643 (RAN: 125695.01)                    | Conac                                                                         | sat Baldovinești; comuna Baldovinești           | 44.39149°N 24.03941°E                                                                                                 | sf. sec. XVIII                                                  | Încarcă foto \| video | Raportează eroare |
| OT-II-m-B-08644                                     | Casa Smarandache                                                              | sat Baldovinești; comuna Baldovinești           | 244 | înc. sec. XX                                                    | Încarcă foto \| video | Raportează eroare |
| OT-II-m-B-08645                                     | Biserica „Sf. Voievozi”                                                       | oraș Balș                                       | Cartier Măinești | 1805                                                            | Încarcă foto \| video | Raportează eroare |
| OT-II-m-B-08646                                     | Biserica „Adormirea Maicii Domnului”                                          | oraș Balș                                       | Cartier Corbeni | 1833                                                            | Încarcă foto \| video | Raportează eroare |
| OT-II-m-B-08647                                     | Biserica „Cuvioasa Paraschiva”                                                | oraș Balș                                       | Cartier Teiș | 1882                                                            | Încarcă foto \| video | Raportează eroare |
| OT-II-m-B-08650                                     | Casă                                                                          | oraș Balș                                       | Str. Bălcescu Nicolae                                                                                                 | sf. sec. XIX                                                    | Încarcă foto \| video | Raportează eroare |
| OT-II-m-B-08651                                     | Bibliotecă                                                                    | oraș Balș                                       | Str. Bălcescu Nicolae 9 44.35016°N 24.1041°E                                                                          | sf. sec. XIX                                                    |                       | Raportează eroare |
| OT-II-m-B-08652                                     | Casă (fost pavilion administrativ Jiul)                                       | oraș Balș                                       | Str. Bălcescu Nicolae 110 44.34704°N 24.11372°E                                                                       | sf. sec. XIX                                                    |                       | Raportează eroare |
| OT-II-m-B-08649                                     | Spitalul vechi                                                                | oraș Balș                                       | Str. Bălcescu Nicolae 115                                                                                             | sf. sec. XIX                                                    | Încarcă foto \| video | Raportează eroare |
| OT-II-m-B-08653                                     | Restaurant                                                                    | oraș Balș                                       | Str. Bălcescu Nicolae 115                                                                                             | mijl. sec. XX                                                   | Încarcă foto \| video | Raportează eroare |
| OT-II-m-B-08654                                     | Casă                                                                          | oraș Balș                                       | Str. Cireșului 19 | sf. sec. XIX                                                    | Încarcă foto \| video | Raportează eroare |
| OT-II-m-B-08655                                     | Casă                                                                          | oraș Balș                                       | Str. Cireșului 32 | sf. sec. XIX                                                    | Încarcă foto \| video | Raportează eroare |
| OT-II-m-B-08656                                     | Casă                                                                          | oraș Balș                                       | Str. Cireșului 35 | sf. sec. XIX                                                    | Încarcă foto \| video | Raportează eroare |
| OT-II-m-B-08657                                     | Casă                                                                          | oraș Balș                                       | Str. Cireșului 44 | înc. sec. XX                                                    | Încarcă foto \| video | Raportează eroare |
| OT-II-m-B-08658                                     | Casă                                                                          | oraș Balș                                       | Str. Cireșului 45 | 1932                                                            | Încarcă foto \| video | Raportează eroare |
| OT-II-a-B-08659                                     | Casă                                                                          | oraș Balș                                       | Str. Cireșului 100 | înc. sec. XX                                                    | Încarcă foto \| video | Raportează eroare |
| OT-II-m-B-08660 (RAN: 125427.02)                    | Biserica „Cuvioasa Paraschiva”                                                | oraș Balș                                       | Str. Popa Șapcă 30 | 1820                                                            | Încarcă foto \| video | Raportează eroare |
| OT-II-m-B-08661                                     | Casă                                                                          | oraș Balș                                       | Str. Titulescu Nicolae 1                                                                                              | înc. sec. XX                                                    | Încarcă foto \| video | Raportează eroare |
| OT-II-m-B-08662                                     | Casă                                                                          | oraș Balș                                       | Str. Titulescu Nicolae 2 bis                                                                                          | înc. sec. XX                                                    | Încarcă foto \| video | Raportează eroare |
| OT-II-m-B-08663                                     | Casă                                                                          | oraș Balș                                       | Str. Titulescu Nicolae 8 bis                                                                                          | înc. sec. XX                                                    | Încarcă foto \| video | Raportează eroare |
| OT-II-m-B-08664 (RAN: 125427.01)                    | Biserica „Sf. Dumitru” și „Sf. Ștefan”                                        | oraș Balș                                       | Str. Vasilescu Gheorghe 10                                                                                            | 1753, adăugat pridvor 1913                                      | Încarcă foto \| video | Raportează eroare |
| OT-II-m-B-08665 (RAN: 125668.01)                    | Biserica „Sf. Dumitru”                                                        | sat Băbiciu; comuna Băbiciu                     | | 1808                                                            | Încarcă foto \| video | Raportează eroare |
| OT-II-m-B-08666                                     | Biserica „Sf. Voievozi”                                                       | sat Băbiciu; comuna Băbiciu                     | | 1833                                                            | Încarcă foto \| video | Raportează eroare |
| OT-II-m-B-08667                                     | Școala veche                                                                  | sat Bălănești; comuna Mărunței                  | | 1900                                                            | Încarcă foto \| video | Raportează eroare |
| OT-II-m-B-08668 (RAN: 127518.02)                    | Biserica „Sf. Împărați Constantin și Elena”                                   | sat Bălănești; comuna Mărunței                  | | 1820                                                            | Încarcă foto \| video | Raportează eroare |
| OT-II-m-B-08669                                     | Conac                                                                         | sat Bălănești; comuna Mărunței                  | 44.25031°N 24.48118°E                                                                                                 | sf. sec. XVIII - înc. sec. XIX                                  | Încarcă foto \| video | Raportează eroare |
| OT-II-m-B-08670                                     | Biserica „Sf. Apostoli”                                                       | sat Băleasa; comuna Baldovinești                | | 1878                                                            | Încarcă foto \| video | Raportează eroare |
| OT-II-m-B-08671                                     | Casă                                                                          | sat Băleasa; comuna Baldovinești                | | sf. sec. XIX                                                    | Încarcă foto \| video | Raportează eroare |
| OT-II-m-B-08672                                     | Casă                                                                          | sat Băleasa; comuna Baldovinești                | | sf. sec. XIX                                                    | Încarcă foto \| video | Raportează eroare |
| OT-II-m-B-08673                                     | Moara veche                                                                   | sat Băleasa; comuna Baldovinești                | | sf. sec. XIX                                                    | Încarcă foto \| video | Raportează eroare |
| OT-II-m-B-08674 (RAN: 125775.01)                    | Biserica „Adormirea Maicii Domnului”                                          | sat Bărăștii de Cepturi; comuna Bărăști         | | 1820                                                            | Încarcă foto \| video | Raportează eroare |
| OT-II-m-B-08675                                     | Biserica „Sf. Nicolae”                                                        | sat Bărăștii de Vede; comuna Bărăști            | | 1900                                                            | Încarcă foto \| video | Raportează eroare |
| OT-II-m-B-08676                                     | Biserica „Cuvioasa Paraschiva” și „Sf. Nicolae”                               | sat Bărbălăi; comuna Tătulești                  | | 1864                                                            | Încarcă foto \| video | Raportează eroare |
| OT-II-m-B-08677                                     | Casa Diaconeasa                                                               | sat Bărcănești; comuna Vâlcele                  | | 1930                                                            | Încarcă foto \| video | Raportează eroare |
| OT-II-m-B-08678                                     | Biserica „Cuvioasa Paraschiva”                                                | sat Bătăreni; comuna Colonești                  | | 1831-1833                                                       | Încarcă foto \| video | Raportează eroare |
| OT-II-m-B-08679                                     | Biserica „Sf. Nicolae”                                                        | sat Bârza; comuna Bârza                         | | 1856                                                            | Încarcă foto \| video | Raportează eroare |
| OT-II-m-B-08680                                     | Biserica „Sf. Împărați”                                                       | sat Beria; comuna Oporelu                       | | 1842-1843                                                       | Încarcă foto \| video | Raportează eroare |
| OT-II-a-B-08681                                     | Ansamblul Comăneanu                                                           | sat Berindei; comuna Dăneasa                    | 44.10865°N 24.56122°E                                                                                                 | înc. sec. XX                                                    |                       | Raportează eroare |
| OT-II-m-B-08681.01                                  | Conacul Comăneanu                                                             | sat Berindei; comuna Dăneasa                    | | înc. sec. XX                                                    |                       | Raportează eroare |
| OT-II-m-B-08681.02                                  | Dependințe                                                                    | sat Berindei; comuna Dăneasa                    | | înc. sec. XX                                                    | Încarcă foto \| video | Raportează eroare |
| OT-II-m-B-08682                                     | Biserica „Sf. Dumitru”                                                        | sat Blaj; comuna Voineasa                       | | 1864                                                            | Încarcă foto \| video | Raportează eroare |
| OT-II-m-B-08683 (RAN: 125882.01)                    | Biserica „Sf. Paraschiva”                                                     | sat Bobicești; comuna Bobicești                 | | 1818                                                            | Încarcă foto \| video | Raportează eroare |
| OT-II-m-B-08684                                     | Biserica „Sf. Nicolae”, Cuvioasa Paraschiva"                                  | sat Boroești; comuna Bărăști                    | | 1859-1862                                                       | Încarcă foto \| video | Raportează eroare |
| OT-II-m-B-08685 (RAN: 125784.01)                    | Biserica „Sf. Nicolae”                                                        | sat Boroești; comuna Bărăști                    | | 1819-1822                                                       | Încarcă foto \| video | Raportează eroare |
| OT-II-a-B-08686 (RAN: 126031.03)                    | Ruinele Curții Domnești                                                       | sat Brâncoveni; comuna Brâncoveni               | | sec. XVI - XVIII                                                | Încarcă foto \| video | Raportează eroare |
| OT-II-m-B-08686.01                                  | Biserica „Sf. Nicolae”                                                        | sat Brâncoveni; comuna Brâncoveni               | | 1634, ref. 1881                                                 | Încarcă foto \| video | Raportează eroare |
| OT-II-m-B-08686.02                                  | Ruine zid de incintă                                                          | sat Brâncoveni; comuna Brâncoveni               | | 1634                                                            | Încarcă foto \| video | Raportează eroare |
| OT-II-a-A-08687 (RAN: 126031.02)                    | Mănăstirea Brâncoveni                                                         | sat Brâncoveni; comuna Brâncoveni               | 44.30411°N 24.3055°E                                                                                                  | 1699                                                            | Alte imagini          | Raportează eroare |
| OT-II-m-A-08687.01                                  | Biserica „Adormirea Maicii Domnului”                                          | sat Brâncoveni; comuna Brâncoveni               | 44.30412°N 24.30598°E                                                                                                 | 1699                                                            |                       | Raportează eroare |
| OT-II-m-A-08687.02                                  | Bolnița „Sf. Arhangheli”                                                      | sat Brâncoveni; comuna Brâncoveni               | 44.30404°N 24.3061°E                                                                                                  | 1699                                                            |                       | Raportează eroare |
| OT-II-m-A-08687.03                                  | Stăreție                                                                      | sat Brâncoveni; comuna Brâncoveni               | | sec. XVII                                                       | Încarcă foto \| video | Raportează eroare |
| OT-II-m-A-08687.04                                  | Turn clopotniță                                                               | sat Brâncoveni; comuna Brâncoveni               | | 1634, ref. sec. XIX și sec. XX                                  | Încarcă foto \| video | Raportează eroare |
| OT-II-m-A-08687.05                                  | Chilii                                                                        | sat Brâncoveni; comuna Brâncoveni               | 44.30402°N 24.30563°E                                                                                                 | sec. XVII                                                       |                       | Raportează eroare |
| OT-II-m-A-08687.06                                  | Clădiri anexe                                                                 | sat Brâncoveni; comuna Brâncoveni               | | sec. XVII                                                       | Încarcă foto \| video | Raportează eroare |
| OT-II-m-A-08687.07                                  | Zid de incintă                                                                | sat Brâncoveni; comuna Brâncoveni               | | sec. XVII                                                       | Încarcă foto \| video | Raportează eroare |
| OT-II-m-B-08688                                     | Biserica „Adormirea Maicii Domnului”                                          | sat Brebeni; comuna Brebeni                     | | 1845                                                            | Încarcă foto \| video | Raportează eroare |
| OT-II-m-B-08689                                     | Conac                                                                         | sat Brebeni; comuna Brebeni                     | 44.36702°N 24.4489°E                                                                                                  | înc. sec. XX                                                    | Încarcă foto \| video | Raportează eroare |
| OT-II-m-B-08690                                     | Crama lui Buzescu                                                             | sat Buicești; comuna Priseaca                   | | sec. XVIII                                                      | Încarcă foto \| video | Raportează eroare |
| OT-II-m-B-08691 (RAN: 128454.02)                    | Biserica „Sf. Nicolae”                                                        | sat Buicești; comuna Valea Mare                 | | 1770                                                            | Încarcă foto \| video | Raportează eroare |
| OT-II-m-B-08692                                     | Biserica „Cuvioasa Paraschiva”                                                | sat Burdulești; comuna Corbu                    | | 1837                                                            | Încarcă foto \| video | Raportează eroare |
| OT-II-m-B-08696                                     | Conacul Pipile Popescu                                                        | sat Bușca; comuna Mihăești                      | 44.10596°N 24.80396°E                                                                                                 | sf. sec. XIX                                                    |                       | Raportează eroare |
| OT-II-m-B-08697                                     | Biserica „Sf. Nicolae”                                                        | sat Bușca; comuna Mihăești                      | | 1847                                                            | Încarcă foto \| video | Raportează eroare |
| OT-II-m-B-08694                                     | Casa Viorel Iordan                                                            | sat Bușca; comuna Mihăești                      | 128 | 1911                                                            | Încarcă foto \| video | Raportează eroare |
| OT-II-m-B-08695                                     | Casa Gheorghe Popescu                                                         | sat Bușca; comuna Mihăești                      | 356 | sf. sec. XIX                                                    | Încarcă foto \| video | Raportează eroare |
| OT-II-m-B-08699 (RAN: 126424.01)                    | Biserica „Adormirea Maicii Domnului”                                          | sat Buta; comuna Crâmpoia                       | | 1797, ref. 1867                                                 | Încarcă foto \| video | Raportează eroare |
| OT-II-m-B-08700                                     | Biserica „Sf. Maria”                                                          | sat Butoi; comuna Pârșcoveni                    | | 1860                                                            | Încarcă foto \| video | Raportează eroare |
| OT-II-m-B-08701 (RAN: 126353.01)                    | Biserica „Sf. Ioan Botezătorul”                                               | sat Buzești; comuna Corbu                       | | înc. sec. XIV - din lemn, reconstruită din zid în 1865          | Încarcă foto \| video | Raportează eroare |
| OT-II-m-B-08702                                     | Parcul Poporului                                                              | municipiul Caracal                              | | sf. sec. XIX                                                    | Încarcă foto \| video | Raportează eroare |
| OT-II-m-B-08753                                     | Ansamblu urban                                                                | municipiul Caracal                              | Str. Mărului, Iancu Jianu, Plevnei, Mieilor, Agnita Botorca, pe ambele părți alestrăzilor                             |                                                                 | Încarcă foto \| video | Raportează eroare |
| OT-II-m-B-08708                                     | Casă                                                                          | municipiul Caracal                              | Piața 1 Decembrie 1918 13                                                                                             | sf. sec. XIX                                                    | Încarcă foto \| video | Raportează eroare |
| OT-II-m-B-08703                                     | Casă                                                                          | municipiul Caracal                              | Str. 1 Decembrie 1918 4                                                                                               | sf. sec. XIX                                                    | Încarcă foto \| video | Raportează eroare |
| OT-II-m-B-08704                                     | Casă                                                                          | municipiul Caracal                              | Str. 1 Decembrie 1918 6                                                                                               | înc. sec. XX                                                    | Încarcă foto \| video | Raportează eroare |
| OT-II-m-B-08705                                     | Casă                                                                          | municipiul Caracal                              | Str. 1 Decembrie 1918 9                                                                                               | înc. sec. XX                                                    | Încarcă foto \| video | Raportează eroare |
| OT-II-m-B-08706                                     | Casă                                                                          | municipiul Caracal                              | Str. 1 Decembrie 1918 10                                                                                              | înc. sec. XX                                                    | Încarcă foto \| video | Raportează eroare |
| OT-II-m-B-08707                                     | Casă                                                                          | municipiul Caracal                              | Str. 1 Decembrie 1918 12                                                                                              | înc. sec. XX                                                    | Încarcă foto \| video | Raportează eroare |
| OT-II-m-B-08709                                     | Casă                                                                          | municipiul Caracal                              | Str. 1 Decembrie 1918 18                                                                                              | înc. sec. XX                                                    | Încarcă foto \| video | Raportează eroare |
| OT-II-m-B-08710                                     | Casă                                                                          | municipiul Caracal                              | Str. 1 Decembrie 1918 32                                                                                              | înc. sec. XX                                                    | Încarcă foto \| video | Raportează eroare |
| OT-II-m-B-08711                                     | Casă                                                                          | municipiul Caracal                              | Str. 1 Decembrie 1918 53                                                                                              | înc. sec. XX                                                    | Încarcă foto \| video | Raportează eroare |
| OT-II-m-B-08712                                     | Casă                                                                          | municipiul Caracal                              | Str. Alecsandri Vasile 2                                                                                              | sf. sec. XIX                                                    | Încarcă foto \| video | Raportează eroare |
| OT-II-m-B-08713                                     | Casă                                                                          | municipiul Caracal                              | Str. Alecsandri Vasile 4                                                                                              | sf. sec. XIX                                                    | Încarcă foto \| video | Raportează eroare |
| OT-II-m-B-08714 (RAN: 125481.02)                    | Biserica „Toți Sfinții”                                                       | municipiul Caracal                              | Str. Bicaz | 1768                                                            | Încarcă foto \| video | Raportează eroare |
| OT-II-m-B-08716                                     | Casă                                                                          | municipiul Caracal                              | Str. Bicaz 11 | 1911                                                            | Încarcă foto \| video | Raportează eroare |
| OT-II-m-B-08717                                     | Casă                                                                          | municipiul Caracal                              | Str. Bicaz 16 | 1903                                                            | Încarcă foto \| video | Raportează eroare |
| OT-II-m-B-08718                                     | Comenduirea garnizoanei                                                       | municipiul Caracal                              | Str. Bicaz 17 |                                                                 | Încarcă foto \| video | Raportează eroare |
| OT-II-m-B-08719                                     | Casă                                                                          | municipiul Caracal                              | Str. Bicaz 18 | înc. sec. XX                                                    | Încarcă foto \| video | Raportează eroare |
| OT-II-m-B-08720                                     | Casă                                                                          | municipiul Caracal                              | Str. Bicaz 20 | înc. sec. XX                                                    | Încarcă foto \| video | Raportează eroare |
| OT-II-m-B-08721                                     | Casă                                                                          | municipiul Caracal                              | Str. Bicaz 41 | 1910                                                            | Încarcă foto \| video | Raportează eroare |
| OT-II-m-B-08722                                     | Casă                                                                          | municipiul Caracal                              | Calea București 5 | sf. sec. XIX                                                    | Încarcă foto \| video | Raportează eroare |
| OT-II-m-B-08723                                     | Casă                                                                          | municipiul Caracal                              | Calea București 10 | sf. sec. XIX                                                    | Încarcă foto \| video | Raportează eroare |
| OT-II-m-B-08724                                     | Casă                                                                          | municipiul Caracal                              | Calea București 16 | 1894                                                            | Încarcă foto \| video | Raportează eroare |
| OT-II-m-B-08725                                     | Biserica „Sf. Vasile”                                                         | municipiul Caracal                              | Str. Calomfirescu Radu 9                                                                                              | 1829                                                            | Încarcă foto \| video | Raportează eroare |
| OT-II-m-B-08726                                     | Casă                                                                          | municipiul Caracal                              | Str. Caracalla 2 | sf. sec. XIX                                                    | Încarcă foto \| video | Raportează eroare |
| OT-II-m-B-08727                                     | Casă                                                                          | municipiul Caracal                              | Str. Carpați 2 | înc. sec. XX                                                    | Încarcă foto \| video | Raportează eroare |
| OT-II-m-B-08728                                     | Casă                                                                          | municipiul Caracal                              | Str. Carpați 36 | înc. sec. XX                                                    | Încarcă foto \| video | Raportează eroare |
| OT-II-m-B-08729                                     | Casă                                                                          | municipiul Caracal                              | Str. Carpați 90 | înc. sec. XX                                                    | Încarcă foto \| video | Raportează eroare |
| OT-II-m-B-08730                                     | Casă                                                                          | municipiul Caracal                              | Str. Cuza Vodă 4 | prima jum. sec. XX                                              | Încarcă foto \| video | Raportează eroare |
| OT-II-m-A-08731                                     | Teatrul Național                                                              | municipiul Caracal                              | Str. Cuza Vodă 10 44.11324°N 24.34572°E                                                                               | 1900-1901 Franz Bileck (arhitect)                               |                       | Raportează eroare |
| OT-II-m-B-08732                                     | Casă                                                                          | municipiul Caracal                              | Str. Cuza Vodă 40 | sf. sec. XIX                                                    | Încarcă foto \| video | Raportează eroare |
| OT-II-m-B-08733                                     | Foișorul de Foc                                                               | municipiul Caracal                              | Str. Dobrogeanu Gherea, Constantin                                                                                    | sf. sec. XIX                                                    | Încarcă foto \| video | Raportează eroare |
| OT-II-m-B-08734                                     | Casă                                                                          | municipiul Caracal                              | Str. Dobrogeanu Gherea, Constantin 2                                                                                  | înc. sec. XX                                                    | Încarcă foto \| video | Raportează eroare |
| OT-II-m-B-08735                                     | Casă                                                                          | municipiul Caracal                              | Str. Dobrogeanu Gherea, Constantin 4                                                                                  | 1894                                                            | Încarcă foto \| video | Raportează eroare |
| OT-II-m-B-08736                                     | Casă                                                                          | municipiul Caracal                              | Str. Eminescu Mihai 10                                                                                                | înc. sec. XX                                                    | Încarcă foto \| video | Raportează eroare |
| OT-II-m-B-08737                                     | Casă                                                                          | municipiul Caracal                              | Str. Eminescu Mihai 22                                                                                                | 1905                                                            | Încarcă foto \| video | Raportează eroare |
| OT-II-m-B-08738                                     | Sinagogă                                                                      | municipiul Caracal                              | Str. Grigore Ion, sergent                                                                                             | 1902                                                            |                       | Raportează eroare |
| OT-II-m-B-08739                                     | Casa Hagiescu Miriște, azi Muzeul de Etnografie                               | municipiul Caracal                              | Str. Hașdeu B.P. 2 | sf. sec. XIX                                                    |                       | Raportează eroare |
| OT-II-m-B-08740                                     | Casă                                                                          | municipiul Caracal                              | Str. Iancu Jianu 14                                                                                                   | sf. sec. XIX                                                    | Încarcă foto \| video | Raportează eroare |
| OT-II-m-B-20149                                     | Casa memorială „Iancu Jianu”                                                  | municipiul Caracal                              | Str. Iancu Jianu 15                                                                                                   | sf. sec. XVIII                                                  |                       | Raportează eroare |
| OT-II-m-B-08741                                     | Casă                                                                          | municipiul Caracal                              | Str. Iancu Jianu 16                                                                                                   | sf. sec. XIX                                                    | Încarcă foto \| video | Raportează eroare |
| OT-II-m-B-08742                                     | Casă                                                                          | municipiul Caracal                              | Str. Iancu Jianu 18                                                                                                   | sf. sec. XIX                                                    | Încarcă foto \| video | Raportează eroare |
| OT-II-m-B-08743                                     | Casă                                                                          | municipiul Caracal                              | Str. Iancu Jianu 19                                                                                                   | sf. sec. XIX                                                    | Încarcă foto \| video | Raportează eroare |
| OT-II-m-B-08744                                     | Casă                                                                          | municipiul Caracal                              | Str. Iancu Jianu 20-A                                                                                                 | sf. sec. XIX                                                    | Încarcă foto \| video | Raportează eroare |
| OT-II-m-B-08745                                     | Casă                                                                          | municipiul Caracal                              | Str. Iancu Jianu 21                                                                                                   | sf. sec. XIX                                                    | Încarcă foto \| video | Raportează eroare |
| OT-II-m-B-08746                                     | Casă                                                                          | municipiul Caracal                              | Str. Iancu Jianu 23                                                                                                   | sf. sec. XIX                                                    | Încarcă foto \| video | Raportează eroare |
| OT-II-m-B-08747                                     | Muzeul Romanațiului                                                           | municipiul Caracal                              | Str. Iancu Jianu 24                                                                                                   | sf. sec. XIX                                                    |                       | Raportează eroare |
| OT-II-m-B-08748                                     | Casă                                                                          | municipiul Caracal                              | Str. Iancu Jianu 26 44.10947°N 24.34784°E                                                                             | sf. sec. XIX                                                    | Încarcă foto \| video | Raportează eroare |
| OT-II-m-B-08749                                     | Casa Nicolae Titulescu, azi Oficiul forțelor de muncă                         | municipiul Caracal                              | Str. Iancu Jianu 27                                                                                                   | 1890-1893                                                       | Încarcă foto \| video | Raportează eroare |
| OT-II-m-B-08750                                     | Casă                                                                          | municipiul Caracal                              | Str. Iancu Jianu 29                                                                                                   | sf. sec. XIX                                                    | Încarcă foto \| video | Raportează eroare |
| OT-II-m-B-08751                                     | Casă                                                                          | municipiul Caracal                              | Str. Iancu Jianu 30                                                                                                   | 1892                                                            | Încarcă foto \| video | Raportează eroare |
| OT-II-m-B-08752                                     | Judecătoria Caracal                                                           | municipiul Caracal                              | Str. Iancu Jianu 37                                                                                                   | 1897                                                            |                       | Raportează eroare |
| OT-II-m-B-08754                                     | Casă                                                                          | municipiul Caracal                              | Str. Mărului 4 | sf. sec. XIX                                                    | Încarcă foto \| video | Raportează eroare |
| OT-II-m-B-08755                                     | Casă                                                                          | municipiul Caracal                              | Str. Mărului 6 | 1897                                                            | Încarcă foto \| video | Raportează eroare |
| OT-II-m-B-08756                                     | Casă                                                                          | municipiul Caracal                              | Str. Mieilor 6 | 1885                                                            | Încarcă foto \| video | Raportează eroare |
| OT-II-m-B-08757                                     | Casă                                                                          | municipiul Caracal                              | Str. Mieilor 10-A | 1885                                                            | Încarcă foto \| video | Raportează eroare |
| OT-II-m-B-08758                                     | Casă                                                                          | municipiul Caracal                              | Str. Mieilor 10-B | 1900                                                            | Încarcă foto \| video | Raportează eroare |
| OT-II-m-B-08759                                     | Biserica „Intrarea în biserică a Maicii Domnului” a fostei Curți Domnești     | municipiul Caracal                              | Str. Mihai Viteazul 3 44.11375°N 24.34402°E                                                                           | 1817, 1890                                                      | Încarcă foto \| video | Raportează eroare |
| OT-II-m-B-08760                                     | Casă                                                                          | municipiul Caracal                              | Str. Negru Vodă 6-8                                                                                                   | sf. sec. XIX                                                    | Încarcă foto \| video | Raportează eroare |
| OT-II-m-B-08761                                     | Casă                                                                          | municipiul Caracal                              | Str. Negru Vodă 7 | 1903                                                            | Încarcă foto \| video | Raportează eroare |
| OT-II-m-B-08762                                     | Casă                                                                          | municipiul Caracal                              | Str. Negru Vodă 14 | 1906                                                            | Încarcă foto \| video | Raportează eroare |
| OT-II-m-B-08763                                     | Casă                                                                          | municipiul Caracal                              | Str. Negru Vodă 15 | 1912                                                            | Încarcă foto \| video | Raportează eroare |
| OT-II-m-B-08764                                     | Casă                                                                          | municipiul Caracal                              | Str. Negru Vodă 19 | sf. sec. XIX                                                    | Încarcă foto \| video | Raportează eroare |
| OT-II-m-B-08765                                     | Casă                                                                          | municipiul Caracal                              | Str. Negru Vodă 21 | înc. sec. XX                                                    | Încarcă foto \| video | Raportează eroare |
| OT-II-m-B-08766                                     | Casă                                                                          | municipiul Caracal                              | Str. Negru Vodă 23 | înc. sec. XX                                                    | Încarcă foto \| video | Raportează eroare |
| OT-II-m-B-08767                                     | Casă                                                                          | municipiul Caracal                              | Str. Negru Vodă 26 | înc. sec. XX                                                    | Încarcă foto \| video | Raportează eroare |
| OT-II-m-B-08768                                     | Casă                                                                          | municipiul Caracal                              | Str. Negru Vodă 29 | înc. sec. XX                                                    | Încarcă foto \| video | Raportează eroare |
| OT-II-m-B-08769                                     | Casă                                                                          | municipiul Caracal                              | Str. Negru Vodă 34 | înc. sec. XX                                                    | Încarcă foto \| video | Raportează eroare |
| OT-II-m-B-08770 (RAN: 125481.03)                    | Biserica „Adormirea Maicii Domnului”                                          | municipiul Caracal                              | Str. Parângului 21 44.11326°N 24.34871°E                                                                              | 1800                                                            |                       | Raportează eroare |
| OT-II-m-B-08771                                     | Casă                                                                          | municipiul Caracal                              | Str. Plevnei 1 | sf. sec. XIX                                                    | Încarcă foto \| video | Raportează eroare |
| OT-II-m-B-08772                                     | Casă                                                                          | municipiul Caracal                              | Str. Plevnei 2 | înc. sec. XX                                                    | Încarcă foto \| video | Raportează eroare |
| OT-II-m-B-08773                                     | Școala primară de băieți „Constantin Filipescu”                               | municipiul Caracal                              | Str. Plevnei 15 | 1911                                                            | Încarcă foto \| video | Raportează eroare |
| OT-II-m-B-08774                                     | Biserica „Sf. Nicolae”                                                        | municipiul Caracal                              | Str. Plevnei 16 | 1863                                                            | Încarcă foto \| video | Raportează eroare |
| OT-II-m-B-08775                                     | Magazin                                                                       | municipiul Caracal                              | Str. Plevnei 22, colț cu str. Vasile Alecsandri                                                                       | 1913                                                            | Încarcă foto \| video | Raportează eroare |
| OT-II-m-B-08776                                     | Casă                                                                          | municipiul Caracal                              | Str. Plevnei 36 | înc. sec. XX                                                    | Încarcă foto \| video | Raportează eroare |
| OT-II-m-B-08777                                     | Casă                                                                          | municipiul Caracal                              | Str. Plevnei 37 | înc. sec. XX                                                    | Încarcă foto \| video | Raportează eroare |
| OT-II-m-B-08778                                     | Casă                                                                          | municipiul Caracal                              | Str. Plevnei 38 | înc. sec. XX                                                    | Încarcă foto \| video | Raportează eroare |
| OT-II-m-B-08779                                     | Casă                                                                          | municipiul Caracal                              | Str. Radu Șerban 2 | 1923                                                            | Încarcă foto \| video | Raportează eroare |
| OT-II-m-B-08780                                     | Casă                                                                          | municipiul Caracal                              | Str. Rușcă Toma 3 | 1876                                                            | Încarcă foto \| video | Raportează eroare |
| OT-II-m-B-08781                                     | Casă                                                                          | municipiul Caracal                              | Str. Rușcă Toma 9 | înc. sec. XX                                                    | Încarcă foto \| video | Raportează eroare |
| OT-II-m-B-08782                                     | Casă                                                                          | municipiul Caracal                              | Str. Rușcă Toma 21 | înc. sec. XX                                                    | Încarcă foto \| video | Raportează eroare |
| OT-II-m-B-08783                                     | Biserica „Sf. Apostoli”                                                       | municipiul Caracal                              | Bd. Titulescu Nicolae                                                                                                 | 1832, ref. 1863                                                 | Încarcă foto \| video | Raportează eroare |
| OT-II-a-B-08784                                     | Ansamblul urban „Str. Nicolae Titulescu”                                      | municipiul Caracal                              | Bd. Titulescu Nicolae de la nr. 6 la nr. 39, pe ambele părți, str. Ioniță Asan de la nr. 6 la nr. 39, pe ambele părți |                                                                 | Încarcă foto \| video | Raportează eroare |
| OT-II-m-B-08785                                     | Casă                                                                          | municipiul Caracal                              | Bd. Titulescu Nicolae 5                                                                                               | sf. sec. XIX                                                    | Încarcă foto \| video | Raportează eroare |
| OT-II-m-B-08786                                     | Casă                                                                          | municipiul Caracal                              | Bd. Titulescu Nicolae 6                                                                                               | sf. sec. XIX                                                    | Încarcă foto \| video | Raportează eroare |
| OT-II-m-B-08787                                     | Casă                                                                          | municipiul Caracal                              | Bd. Titulescu Nicolae 8                                                                                               | sf. sec. XIX                                                    | Încarcă foto \| video | Raportează eroare |
| OT-II-m-B-08788                                     | Casă                                                                          | municipiul Caracal                              | Bd. Titulescu Nicolae 11-B                                                                                            | sf. sec. XIX                                                    | Încarcă foto \| video | Raportează eroare |
| OT-II-m-B-08789                                     | Casă                                                                          | municipiul Caracal                              | Bd. Titulescu Nicolae 13                                                                                              | sf. sec. XIX                                                    | Încarcă foto \| video | Raportează eroare |
| OT-II-m-B-08790                                     | Casă                                                                          | municipiul Caracal                              | Bd. Titulescu Nicolae 14                                                                                              | sf. sec. XIX                                                    | Încarcă foto \| video | Raportează eroare |
| OT-II-m-B-08791                                     | Casă                                                                          | municipiul Caracal                              | Bd. Titulescu Nicolae 16                                                                                              | sf. sec. XIX                                                    | Încarcă foto \| video | Raportează eroare |
| OT-II-m-B-08792                                     | Casă                                                                          | municipiul Caracal                              | Bd. Titulescu Nicolae 26                                                                                              | sf. sec. XIX                                                    | Încarcă foto \| video | Raportează eroare |
| OT-II-m-B-08793                                     | Casă                                                                          | municipiul Caracal                              | Bd. Titulescu Nicolae 27                                                                                              | sf. sec. XIX                                                    | Încarcă foto \| video | Raportează eroare |
| OT-II-m-B-08794                                     | Casă                                                                          | municipiul Caracal                              | Bd. Titulescu Nicolae 32                                                                                              | sf. sec. XIX                                                    | Încarcă foto \| video | Raportează eroare |
| OT-II-m-B-08795                                     | Casă                                                                          | municipiul Caracal                              | Bd. Titulescu Nicolae 34                                                                                              | sf. sec. XIX                                                    | Încarcă foto \| video | Raportează eroare |
| OT-II-m-B-08796                                     | Colegiul Național „Ioniță Asan”                                               | municipiul Caracal                              | Bd. Titulescu Nicolae 39 44.1174°N 24.354°E                                                                           | sf. sec. XIX Mihail Mihalcea (arhitect)                         |                       | Raportează eroare |
| OT-II-m-B-08797                                     | Casă                                                                          | municipiul Caracal                              | Bd. Titulescu Nicolae 97                                                                                              | sf. sec. XIX                                                    | Încarcă foto \| video | Raportează eroare |
| OT-II-m-B-08798                                     | Casă                                                                          | municipiul Caracal                              | Bd. Traian 2 | înc. sec. XX                                                    | Încarcă foto \| video | Raportează eroare |
| OT-II-m-B-08799 (RAN: 125481.05)                    | Biserica „Sf. Ioan Botezătorul”                                               | municipiul Caracal                              | Piața Victoriei | 1768                                                            | Încarcă foto \| video | Raportează eroare |
| OT-II-m-B-08800 (RAN: 125481.04)                    | Biserica „Sf. Treime”                                                         | municipiul Caracal                              | Piața Victoriei | sec. XVIII                                                      | Încarcă foto \| video | Raportează eroare |
| OT-II-m-B-08801                                     | Casa Popescu                                                                  | municipiul Caracal                              | Piața Victoriei 2 44.1131°N 24.34663°E                                                                                | 1896 Franz Billeck (arhitect)                                   |                       | Raportează eroare |
| OT-II-m-B-08802                                     | Casa de cultură                                                               | municipiul Caracal                              | Piața Victoriei 8 | 1870                                                            | Încarcă foto \| video | Raportează eroare |
| OT-II-m-B-08803                                     | Primărie                                                                      | municipiul Caracal                              | Piața Victoriei 10 | 1870                                                            | Alte imagini          | Raportează eroare |
| OT-II-m-B-08804                                     | Poștă                                                                         | municipiul Caracal                              | Piața Victoriei 15 | 1899                                                            | Încarcă foto \| video | Raportează eroare |
| OT-II-m-B-08805                                     | Casa Marinescu - B. R.D.                                                      | municipiul Caracal                              | Piața Victoriei 17 |                                                                 | Încarcă foto \| video | Raportează eroare |
| OT-II-m-B-08806                                     | Casa elevilor                                                                 | municipiul Caracal                              | Piața Victoriei 19 | 1896                                                            | Încarcă foto \| video | Raportează eroare |
| OT-II-m-B-08807                                     | Casa Andreescu                                                                | sat Călinești; comuna Radomirești               | | 1910                                                            | Încarcă foto \| video | Raportează eroare |
| OT-II-a-A-08808 (RAN: 127830.01)                    | Mănăstirea Călui                                                              | sat Călui; comuna Călui                         | 44.46234°N 24.03065°E                                                                                                 | 1588                                                            | Alte imagini          | Raportează eroare |
| OT-II-m-A-08808.01                                  | Biserica „Sf. Nicolae”                                                        | sat Călui; comuna Călui                         | 44.46223°N 24.03059°E                                                                                                 | 1588                                                            |                       | Raportează eroare |
| OT-II-m-A-08808.02                                  | Casele stăreției                                                              | sat Călui; comuna Călui                         | | 1588                                                            | Încarcă foto \| video | Raportează eroare |
| OT-II-m-A-08808.03                                  | Arhondaric                                                                    | sat Călui; comuna Călui                         | | sec. XIX                                                        | Încarcă foto \| video | Raportează eroare |
| OT-II-m-A-08808.04                                  | Chilii                                                                        | sat Călui; comuna Călui                         | | 1902                                                            | Încarcă foto \| video | Raportează eroare |
| OT-II-m-A-08808.05                                  | Turn clopotniță                                                               | sat Călui; comuna Călui                         | 44.46291°N 24.03056°E                                                                                                 | 1588                                                            |                       | Raportează eroare |
| OT-II-m-A-08808.06                                  | Zid de incintă                                                                | sat Călui; comuna Călui                         | 44.46273°N 24.03093°E                                                                                                 | 1588                                                            |                       | Raportează eroare |
| OT-II-m-B-08809                                     | Conac                                                                         | sat Călui; comuna Oboga                         | 44.45248°N 24.06205°E                                                                                                 | sf. sec. XIX                                                    | Încarcă foto \| video | Raportează eroare |
| OT-II-m-B-08921                                     | Biserica „Sf. Îngeri”                                                         | sat Călui; comuna Călui                         | | 1869                                                            | Încarcă foto \| video | Raportează eroare |
| OT-II-m-B-08810                                     | Biserica de lemn „Intrarea Maicii Domnului în Biserică”, „Sf. Nicolae”        | sat Căzănești; comuna Verguleasa                | | 1889                                                            | Încarcă foto \| video | Raportează eroare |
| OT-II-m-B-08811 (RAN: 126807.01)                    | Cula Galița                                                                   | sat Câmpu Mare; comuna Dobroteasa               | 44.7567°N 24.3053°E                                                                                                   | 1790-1800                                                       | Încarcă foto \| video | Raportează eroare |
| OT-II-m-B-08812                                     | Biserica „Cuvioasa Paraschiva”                                                | sat Câmpu Mare; comuna Dobroteasa               | | 1843-1845                                                       |                       | Raportează eroare |
| OT-II-m-B-08813                                     | Ruinele mănăstirii Zătrești                                                   | sat Cârlogani; comuna Cârlogani                 | | 1812                                                            | Încarcă foto \| video | Raportează eroare |
| OT-II-m-B-08814 (RAN: 126193.01)                    | Biserica „Sf. Treime”                                                         | sat Cepari; comuna Cârlogani                    | | 1750                                                            | Încarcă foto \| video | Raportează eroare |
| OT-II-m-B-08815 (RAN: 126111.01)                    | Conac                                                                         | sat Cezieni; comuna Cezieni                     | 44.18908°N 24.2703°E                                                                                                  | sf. sec. XVIII                                                  |                       | Raportează eroare |
| OT-II-m-B-08816.01                                  | Biserica „Sf. Dumitru”                                                        | sat Cezieni; comuna Cezieni                     | | 1849                                                            | Încarcă foto \| video | Raportează eroare |
| OT-II-m-B-08816.02                                  | Conac Colet Brâncoveanu (Spital de recuperare)                                | sat Cezieni; comuna Cezieni                     | 44.18908°N 24.2703°E                                                                                                  | sf. sec. XVIII                                                  |                       | Raportează eroare |
| OT-II-m-B-08817                                     | Biserica „Adormirea Maicii Domnului”, „Sf. Nicolae”                           | sat Chilia; comuna Făgețelu                     | | 1830                                                            | Alte imagini          | Raportează eroare |
| OT-II-m-B-08818                                     | Biserica „Sf. Nicolae”                                                        | sat Cilieni; comuna Cilieni                     | | 1847                                                            | Încarcă foto \| video | Raportează eroare |
| OT-II-m-B-08819 (RAN: 126610.01)                    | Ruine biserică                                                                | sat Cioflanu; comuna Dăneasa                    | | sec. XVII                                                       | Încarcă foto \| video | Raportează eroare |
| OT-II-m-B-08820                                     | Biserica „Cuvioasa Paraschiva”                                                | sat Ciorâca; comuna Făgețelu                    | | 1842                                                            | Încarcă foto \| video | Raportează eroare |
| OT-II-m-B-08821 (RAN: 127000.01)                    | Biserica „Sf. Voievozi”                                                       | sat Cioroiu; comuna Fălcoiu                     | | 1783-1796                                                       |                       | Raportează eroare |
| OT-II-m-B-08822 (RAN: 126362.01)                    | Biserica „Sf. Ioan Botezătorul”                                               | sat Ciurești; comuna Corbu                      | | 1812                                                            | Încarcă foto \| video | Raportează eroare |
| OT-II-m-B-08823 (RAN: 128267.01)                    | Biserica „Sf. Nicolae”                                                        | sat Cocorăști; comuna Pleșoiu                   | | 1812                                                            | Încarcă foto \| video | Raportează eroare |
| OT-II-m-B-08824                                     | Biserica „Adormirea Maicii Domnului”                                          | sat Colibași; comuna Strejești                  | | 1859                                                            | Încarcă foto \| video | Raportează eroare |
| OT-II-m-B-08825 (RAN: 126665.01)                    | Biserica „Sf. Nicolae”                                                        | sat Comanca; comuna Deveselu                    | | 1786-1798, ref. 1824                                            | Încarcă foto \| video | Raportează eroare |
| OT-II-m-B-08826                                     | Biserica „Sf. Nicolae”                                                        | sat Comănița; comuna Teslui                     | | 1835                                                            | Încarcă foto \| video | Raportează eroare |
| OT-II-m-B-08827                                     | Hotel                                                                         | oraș Corabia                                    | Str. Carpați 104 | 1890                                                            | Încarcă foto \| video | Raportează eroare |
| OT-II-m-B-08828                                     | Policlinică                                                                   | oraș Corabia                                    | Str. Carpați 105 | 1898                                                            | Încarcă foto \| video | Raportează eroare |
| OT-II-m-B-08829                                     | Hotel OJT                                                                     | oraș Corabia                                    | Str. Carpați 116 | 1910                                                            |                       | Raportează eroare |
| OT-II-a-B-08830                                     | Ansamblul urban „Str. Cuza Vodă”                                              | oraș Corabia                                    | Str. Cuza Vodă, începând de la nr. 65, pe ambele părți                                                                |                                                                 | Încarcă foto \| video | Raportează eroare |
| OT-II-m-B-08831                                     | Primăria                                                                      | oraș Corabia                                    | Str. Cuza Vodă 57 | 1899                                                            |                       | Raportează eroare |
| OT-II-m-B-08832                                     | Biserica „Sf. Treime”                                                         | oraș Corabia                                    | Str. Cuza Vodă 58 | 1895-1907                                                       |                       | Raportează eroare |
| OT-II-m-B-08833                                     | Casă                                                                          | oraș Corabia                                    | Str. Cuza Vodă 62 | 1925                                                            | Încarcă foto \| video | Raportează eroare |
| OT-II-m-B-08834                                     | Muzeul de Arheologie și Etnografie                                            | oraș Corabia                                    | Str. Cuza Vodă 65 43.77528°N 24.50281°E                                                                               | 1900                                                            |                       | Raportează eroare |
| OT-II-m-B-08835                                     | Trezorerie                                                                    | oraș Corabia                                    | Str. Cuza Vodă 82 | 1912                                                            | Încarcă foto \| video | Raportează eroare |
| OT-II-m-B-08836                                     | Casă                                                                          | oraș Corabia                                    | Str. Frații Golești 45                                                                                                | 1911                                                            | Încarcă foto \| video | Raportează eroare |
| OT-II-m-B-08837                                     | Casă                                                                          | oraș Corabia                                    | Str. Frații Golești 67                                                                                                | 1905                                                            | Încarcă foto \| video | Raportează eroare |
| OT-II-m-B-08838                                     | Casă                                                                          | oraș Corabia                                    | Str. Frații Golești 71                                                                                                | 1930                                                            | Încarcă foto \| video | Raportează eroare |
| OT-II-m-B-08839                                     | Casă                                                                          | oraș Corabia                                    | Str. Frații Golești 80                                                                                                | 1912                                                            | Încarcă foto \| video | Raportează eroare |
| OT-II-m-B-08840                                     | Casă                                                                          | oraș Corabia                                    | Str. Frații Golești 82                                                                                                | 1912                                                            | Încarcă foto \| video | Raportează eroare |
| OT-II-m-B-08841                                     | Grădinița Nr. 1                                                               | oraș Corabia                                    | Str. Rosetti C.A. 42                                                                                                  | 1900                                                            | Încarcă foto \| video | Raportează eroare |
| OT-II-m-B-08842                                     | Casa de copii                                                                 | oraș Corabia                                    | Str. Rosetti C.A. 59                                                                                                  | 1900                                                            | Încarcă foto \| video | Raportează eroare |
| OT-II-m-B-08843                                     | Casă                                                                          | oraș Corabia                                    | Str. Rosetti C.A. 63                                                                                                  | 1890                                                            | Încarcă foto \| video | Raportează eroare |
| OT-II-m-B-08844                                     | Casă                                                                          | oraș Corabia                                    | Str. Rosetti C.A. 82                                                                                                  | 1905                                                            | Încarcă foto \| video | Raportează eroare |
| OT-II-m-B-08845                                     | Biserica „Sf. Spiridon”                                                       | oraș Corabia                                    | Str. Traian 42 | 1843                                                            | Încarcă foto \| video | Raportează eroare |
| OT-II-m-B-08846                                     | Vama Corabia                                                                  | oraș Corabia                                    | Str. Trecerea Dunării 46                                                                                              | 1870                                                            | Încarcă foto \| video | Raportează eroare |
| OT-II-m-B-08847                                     | Casă                                                                          | oraș Corabia                                    | Str. Vladimirescu Tudor 62                                                                                            | 1904                                                            | Încarcă foto \| video | Raportează eroare |
| OT-II-m-B-08848                                     | Casă                                                                          | oraș Corabia                                    | Str. Vladimirescu Tudor 87                                                                                            | 1904                                                            | Încarcă foto \| video | Raportează eroare |
| OT-II-m-B-08849                                     | Casă                                                                          | oraș Corabia                                    | Str. Vladimirescu Tudor 89                                                                                            | 1912                                                            | Încarcă foto \| video | Raportează eroare |
| OT-II-m-B-08850                                     | Biserica „Cuvioasa Paraschiva”                                                | sat Corbu; comuna Corbu                         | | 1831                                                            | Încarcă foto \| video | Raportează eroare |
| OT-II-m-B-08851 (RAN: 128338.02)                    | Biserica de lemn „Sf. Arhangheli”                                             | sat Cornățelu; comuna Poboru                    | | 1812                                                            | Încarcă foto \| video | Raportează eroare |
| OT-II-m-B-08852                                     | Biserica „Adormirea Maicii Domnului”                                          | sat Coteana; comuna Coteana                     | | 1845, ref. din zid în 1868                                      | Încarcă foto \| video | Raportează eroare |
| OT-II-a-B-08853                                     | Ansamblul Stember                                                             | sat Crâmpoia; comuna Crâmpoia                   | 44.30436°N 24.74427°E                                                                                                 | 1900                                                            | Încarcă foto \| video | Raportează eroare |
| OT-II-m-B-08853.01                                  | Conac                                                                         | sat Crâmpoia; comuna Crâmpoia                   | | 1900                                                            | Încarcă foto \| video | Raportează eroare |
| OT-II-m-B-08853.02                                  | Dependințe                                                                    | sat Crâmpoia; comuna Crâmpoia                   | | 1900                                                            | Încarcă foto \| video | Raportează eroare |
| OT-II-m-B-08853.03                                  | Magazii                                                                       | sat Crâmpoia; comuna Crâmpoia                   | | 1900                                                            | Încarcă foto \| video | Raportează eroare |
| OT-II-m-B-08854                                     | Biserica „Sf. Nicolae”                                                        | sat Crușovu; comuna Brastavățu                  | | 1844-1847                                                       | Încarcă foto \| video | Raportează eroare |
| OT-II-m-B-08855                                     | Biserica „Sf. Nicolae”                                                        | sat Cungrea; comuna Cungrea                     | | 1853                                                            | Încarcă foto \| video | Raportează eroare |
| OT-II-m-B-08856 (RAN: 126442.01)                    | Biserica de lemn „Sf. Voievozi”                                               | sat Curtișoara; comuna Dobrețu                  | | 1798                                                            | Încarcă foto \| video | Raportează eroare |
| OT-II-m-B-08857                                     | Ansamblul caselor Rudeanu                                                     | sat Curtișoara; comuna Dobrețu                  | | sf. sec. XIX                                                    | Încarcă foto \| video | Raportează eroare |
| OT-II-m-B-08858                                     | Biserica „Sf. Împărați”                                                       | sat Dăneasa; comuna Dăneasa                     | | 1874                                                            | Încarcă foto \| video | Raportează eroare |
| OT-II-m-B-08859                                     | Biserica „Sf. Voievozi”                                                       | sat Dejești; comuna Vitomirești                 | | 1855                                                            | Încarcă foto \| video | Raportează eroare |
| OT-II-m-B-08860.01                                  | Biserica „Sf. Treime”                                                         | sat Deleni; comuna Teslui                       | | 1767                                                            | Încarcă foto \| video | Raportează eroare |
| OT-II-m-B-08860.02                                  | Turn clopotniță                                                               | sat Deleni; comuna Teslui                       | | 1767                                                            | Încarcă foto \| video | Raportează eroare |
| OT-II-m-B-08861 (RAN: 129442.01)                    | Biserica „Sf. Voievozi”                                                       | sat Deleni; comuna Teslui                       | | 1802, modif. 1904                                               | Încarcă foto \| video | Raportează eroare |
| OT-II-a-B-08862 (RAN: 129442.03)                    | Fostul schit Deleni                                                           | sat Deleni; comuna Teslui                       | | 1767                                                            | Încarcă foto \| video | Raportează eroare |
| OT-II-m-B-08862.01                                  | Biserica „Sf. Troiță” a fostului schit Deleni                                 | sat Deleni; comuna Teslui                       | | 1767                                                            | Încarcă foto \| video | Raportează eroare |
| OT-II-m-B-08862.02                                  | Zid de incintă                                                                | sat Deleni; comuna Teslui                       | | sec. XVIII                                                      | Încarcă foto \| video | Raportează eroare |
| OT-II-m-B-08862.03                                  | Turn clopotniță                                                               | sat Deleni; comuna Teslui                       | | 1767                                                            | Încarcă foto \| video | Raportează eroare |
| OT-II-m-B-08863 (RAN: 130259.01)                    | Biserica „Cuvioasa Paraschiva”                                                | sat Dienci; comuna Vulturești                   | | 1794, ref. 1872                                                 | Încarcă foto \| video | Raportează eroare |
| OT-II-m-B-08864 (RAN: 128276.01)                    | Biserica „Buna Vestire”                                                       | sat Doba; comuna Pleșoiu                        | | 1780                                                            | Încarcă foto \| video | Raportează eroare |
| OT-II-m-B-08865                                     | Biserica „Sf. Nicolae”                                                        | sat Dobrosloveni; comuna Dobrosloveni           | | 1847                                                            | Încarcă foto \| video | Raportează eroare |
| OT-II-m-B-08866                                     | Biserica „Sf. Voievozi”                                                       | sat Dobroteasa; comuna Dobroteasa               | | 1849-1856                                                       | Încarcă foto \| video | Raportează eroare |
| OT-II-a-B-08867 (RAN: 126451.01)                    | Schitul „Întâmpinarea Maicii Domnului”                                        | sat Dobrotinet; comuna Curtișoara               | | 1647                                                            | Încarcă foto \| video | Raportează eroare |
| OT-II-m-B-08867.01                                  | Biserica „Adormirea Maicii Domnului”                                          | sat Dobrotinet; comuna Curtișoara               | | 1647                                                            | Încarcă foto \| video | Raportează eroare |
| OT-II-m-B-08867.02                                  | Chilii                                                                        | sat Dobrotinet; comuna Curtișoara               | | 1647                                                            | Încarcă foto \| video | Raportează eroare |
| OT-II-m-B-08868                                     | Conac                                                                         | sat Dobrotinet; comuna Curtișoara               | 44.48072°N 24.34365°E                                                                                                 | sf. sec. XIX                                                    |                       | Raportează eroare |
| OT-II-m-B-08869                                     | Biserica „Sf. Nicolae”                                                        | sat Dobrun; comuna Dobrun                       | | 1846                                                            | Încarcă foto \| video | Raportează eroare |
| OT-II-m-B-08870 (RAN: 129950.01)                    | Biserica „Adormirea Maicii Domnului”                                          | sat Donești; comuna Vitomirești                 | | 1785                                                            | Alte imagini          | Raportează eroare |
| OT-II-m-B-08871                                     | Ruinele bisericii „Cuvioasa Paraschiva”                                       | oraș Drăgănești-Olt                             | Cartier Comani (Comanii de Sus)                                                                                       | ante 1697, ref. 1832                                            | Încarcă foto \| video | Raportează eroare |
| OT-II-m-B-08873                                     | Banca Populară                                                                | oraș Drăgănești-Olt                             | | 1905                                                            | Încarcă foto \| video | Raportează eroare |
| OT-II-m-B-08874                                     | Pretura Plășii Drăgănești-Olt                                                 | oraș Drăgănești-Olt                             | | 1885                                                            | Încarcă foto \| video | Raportează eroare |
| OT-II-m-B-08875                                     | Biserica „Sf. Arhangheli”                                                     | oraș Drăgănești-Olt                             | cartier Drăgăneștii de Sus                                                                                            | 1830                                                            | Încarcă foto \| video | Raportează eroare |
| OT-II-m-B-08876                                     | Biserica „Sf. Nicolae”                                                        | oraș Drăgănești-Olt                             | | 1785, sec. XIX                                                  | Încarcă foto \| video | Raportează eroare |
| OT-II-m-B-20150 (RAN: 125631.11)                    | Ruinele bisericii „Cuvioasa Paraschiva”                                       | oraș Drăgănești-Olt                             | Cartier Comănești (Comanii de Sus)                                                                                    | 1770                                                            | Încarcă foto \| video | Raportează eroare |
| OT-II-m-B-08877                                     | Casa Bolintineanu                                                             | oraș Drăgănești-Olt                             | Str. Boianu 2 | 1920                                                            | Încarcă foto \| video | Raportează eroare |
| OT-II-m-B-08878                                     | Casa Manolescu                                                                | oraș Drăgănești-Olt                             | Str. Foișor | 1898                                                            | Încarcă foto \| video | Raportează eroare |
| OT-II-m-B-08879                                     | Casa Olaru                                                                    | oraș Drăgănești-Olt                             | Str. Foișor | 1910                                                            | Încarcă foto \| video | Raportează eroare |
| OT-II-m-B-08880 (RAN: 125631.09)                    | Biserica „Adormirea Maicii Domnului”                                          | oraș Drăgănești-Olt                             | Str. Oltului | sec. XVIII                                                      | Încarcă foto \| video | Raportează eroare |
| OT-II-m-B-20151                                     | Casă                                                                          | oraș Drăgănești-Olt                             | Str. Teiului 12 A | 1920                                                            | Încarcă foto \| video | Raportează eroare |
| OT-II-a-B-08881                                     | Gospodăria Nucu Iliescu                                                       | oraș Drăgănești-Olt                             | Str. Titulescu Nicolae 44.15752°N 24.53525°E                                                                          | sf. sec. XIX                                                    | Încarcă foto \| video | Raportează eroare |
| OT-II-a-B-08882                                     | Ansamblul urban „Str. Nicolae Titulescu”                                      | oraș Drăgănești-Olt                             | Str. Titulescu Nicolae, începând de la nr. 187 la 239                                                                 |                                                                 | Încarcă foto \| video | Raportează eroare |
| OT-II-m-B-08883                                     | Școală                                                                        | oraș Drăgănești-Olt                             | Str. Titulescu Nicolae 24                                                                                             | 1925                                                            | Încarcă foto \| video | Raportează eroare |
| OT-II-m-B-08884                                     | Casă                                                                          | oraș Drăgănești-Olt                             | Str. Titulescu Nicolae 60                                                                                             | înc. sec. XX                                                    | Încarcă foto \| video | Raportează eroare |
| OT-II-m-B-08885                                     | Primăria Drăgănești-Olt                                                       | oraș Drăgănești-Olt                             | Str. Titulescu Nicolae 150                                                                                            | 1890                                                            | Încarcă foto \| video | Raportează eroare |
| OT-II-m-B-08886                                     | Casa Manolescu                                                                | oraș Drăgănești-Olt                             | Str. Titulescu Nicolae 183                                                                                            | 1935                                                            | Încarcă foto \| video | Raportează eroare |
| OT-II-m-B-08887                                     | Casă                                                                          | oraș Drăgănești-Olt                             | Str. Titulescu Nicolae 198                                                                                            | înc. sec. XX                                                    | Încarcă foto \| video | Raportează eroare |
| OT-II-m-B-08888                                     | Bancă                                                                         | oraș Drăgănești-Olt                             | Str. Titulescu Nicolae 213                                                                                            | 1905                                                            | Încarcă foto \| video | Raportează eroare |
| OT-II-m-B-08889                                     | Casă                                                                          | oraș Drăgănești-Olt                             | Str. Titulescu Nicolae 215                                                                                            | înc. sec. XX                                                    | Încarcă foto \| video | Raportează eroare |
| OT-II-m-B-08890                                     | Casă                                                                          | oraș Drăgănești-Olt                             | Str. Titulescu Nicolae 221                                                                                            | înc. sec. XX                                                    | Încarcă foto \| video | Raportează eroare |
| OT-II-m-B-08891                                     | Casă                                                                          | oraș Drăgănești-Olt                             | Str. Titulescu Nicolae 223                                                                                            | înc. sec. XX                                                    | Încarcă foto \| video | Raportează eroare |
| OT-II-m-B-08892                                     | Casă                                                                          | oraș Drăgănești-Olt                             | Str. Titulescu Nicolae 225                                                                                            | înc. sec. XX                                                    | Încarcă foto \| video | Raportează eroare |
| OT-II-m-B-08893                                     | Farmacie                                                                      | oraș Drăgănești-Olt                             | Str. Titulescu Nicolae 228                                                                                            | sf. sec. XIX                                                    | Încarcă foto \| video | Raportează eroare |
| OT-II-m-B-08894                                     | Casă                                                                          | oraș Drăgănești-Olt                             | Str. Titulescu Nicolae 231                                                                                            | înc. sec. XX                                                    | Încarcă foto \| video | Raportează eroare |
| OT-II-m-B-08895                                     | Casă                                                                          | oraș Drăgănești-Olt                             | Str. Titulescu Nicolae 263                                                                                            | sf. sec. XIX                                                    | Încarcă foto \| video | Raportează eroare |
| OT-II-m-B-08896                                     | Casă                                                                          | oraș Drăgănești-Olt                             | Str. Titulescu Nicolae 342                                                                                            | sf. sec. XIX                                                    | Încarcă foto \| video | Raportează eroare |
| OT-II-m-B-08897 (RAN: 125631.10)                    | Muzeul Câmpiei Boianului                                                      | oraș Drăgănești-Olt                             | Str. Titulescu Nicolae 360                                                                                            | sec. XVIII                                                      | Încarcă foto \| video | Raportează eroare |
| OT-II-m-B-08898 (RAN: 129852.01)                    | Biserica „Adormirea Maicii Domnului”                                          | sat Dumitrești; comuna Verguleasa               | | 1608, adăugat pridvor 1836                                      | Alte imagini          | Raportează eroare |
| OT-II-m-B-08899                                     | Biserica „Sf. Nicolae și Cuvioasa Paraschiva”                                 | sat Făgețelu; comuna Făgețelu                   | | 1824                                                            | Încarcă foto \| video | Raportează eroare |
| OT-II-m-B-08900 (RAN: 126914.01)                    | Biserica „Adormirea Maicii Domnului”                                          | sat Făgețelu de Jos; comuna Făgețelu            | | 1819                                                            | Încarcă foto \| video | Raportează eroare |
| OT-II-m-B-08901                                     | Biserica „Adormirea Maicii Domnului”, „Cuvioasa Paraschiva”                   | sat Făgețelu de Sus; comuna Făgețelu            | | 1822                                                            | Încarcă foto \| video | Raportează eroare |
| OT-II-m-B-08902 (RAN: 126987.01)                    | Biserica „Sf. Nicolae”                                                        | sat Fălcoiu; comuna Fălcoiu                     | | 1509                                                            | Încarcă foto \| video | Raportează eroare |
| OT-II-m-B-08903                                     | Conacul Marin Dinu                                                            | sat Fălcoiu; comuna Fălcoiu                     | 44.22154°N 24.34427°E                                                                                                 | sf. sec. XIX                                                    | Încarcă foto \| video | Raportează eroare |
| OT-II-m-B-08904 (RAN: 127340.01)                    | Biserica „Sf. Împărați”, „Sf. Dumitru”                                        | sat Floru; comuna Icoana                        | | 1814                                                            | Încarcă foto \| video | Raportează eroare |
| OT-II-m-B-08905 (RAN: 129077.01)                    | Biserica „Adormirea Maicii Domnului”                                          | sat Frunzaru; comuna Sprâncenata                | | 1795, ref. 1890                                                 | Încarcă foto \| video | Raportează eroare |
| OT-II-m-B-08906 (RAN: 125720.01)                    | Biserica „Adormirea Maicii Domnului”                                          | sat Găvănești; comuna Baldovinești              | | 1820                                                            | Încarcă foto \| video | Raportează eroare |
| OT-II-m-B-08907                                     | Conac                                                                         | sat Găvănești; comuna Baldovinești              | 44.40988°N 24.01458°E                                                                                                 | sf. sec. XVIII                                                  | Încarcă foto \| video | Raportează eroare |
| OT-II-m-B-08908                                     | Biserica „Sf. Nicolae”                                                        | sat Gârcov; comuna Gârcov                       | | 1845                                                            | Încarcă foto \| video | Raportează eroare |
| OT-II-m-B-08909                                     | Biserica „Cuvioasa Paraschiva”                                                | sat Ghimpețeni; comuna Ghimpețeni               | | 1863                                                            | Încarcă foto \| video | Raportează eroare |
| OT-II-m-B-08910                                     | Biserica „Sf. Nicolae”                                                        | sat Giuvărăști; comuna Giuvărăști               | | 1857                                                            | Încarcă foto \| video | Raportează eroare |
| OT-II-m-B-08911 (RAN: 129549.01)                    | Biserica de lemn „Cuvioasa Paraschiva”                                        | sat Gojgărei; comuna Topana                     | | 1818                                                            | Alte imagini          | Raportează eroare |
| OT-II-m-B-08912                                     | Biserica de lemn „Sf. Voievozi”                                               | sat Gostavățu; comuna Gostavățu                 | | 1859-1863                                                       | Încarcă foto \| video | Raportează eroare |
| OT-II-m-B-08913 (RAN: 127153.01)                    | Biserica „Sf. Nicolae”                                                        | sat Gostavățu; comuna Gostavățu                 | | 1810, ref. 1863                                                 | Încarcă foto \| video | Raportează eroare |
| OT-II-m-B-08914                                     | Biserica „Sf. Gheorghe”                                                       | sat Grădinari; comuna Grădinari                 | | 1577                                                            | Încarcă foto \| video | Raportează eroare |
| OT-II-m-B-08915                                     | Biserica „Sf. Împărați Constantin și Elena”                                   | sat Greci; comuna Osica de Sus                  | | 1830                                                            | Încarcă foto \| video | Raportează eroare |
| OT-II-m-B-08916 (RAN: 128686.01)                    | Biserica „Sf. Nicolae”                                                        | sat Greci; comuna Schitu                        | | 1593-1601, ref. 1810                                            | Încarcă foto \| video | Raportează eroare |
| OT-II-m-B-08917                                     | Biserica „Sf. Grigore Decapolitul și Sf. Haralambie”                          | sat Grojdibodu; comuna Grojdibodu               | | 1863                                                            | Încarcă foto \| video | Raportează eroare |
| OT-II-m-B-08918                                     | Biserica „Sf. Gheorghe”                                                       | sat Gropșani; comuna Vulpeni                    | | 1857                                                            | Încarcă foto \| video | Raportează eroare |
| OT-II-m-B-08919                                     | Biserica „Sf. Ilie”                                                           | sat Gubandru; comuna Baldovinești               | | 1835                                                            | Încarcă foto \| video | Raportează eroare |
| OT-II-m-B-08920                                     | Biserica „Cuvioasa Paraschiva”                                                | sat Guești; comuna Colonești                    | | 1860                                                            | Încarcă foto \| video | Raportează eroare |
| OT-II-m-B-08922 (RAN: 127055.03)                    | Turn de observație                                                            | sat Hotărani; comuna Fărcașele                  | La 500 m NV de mănăstire                                                                                              | 1708                                                            | Încarcă foto \| video | Raportează eroare |
| OT-II-a-B-08923 (RAN: 127055.04)                    | Fosta mănăstire Hotărani                                                      | sat Hotărani; comuna Fărcașele                  | | 1588                                                            | Încarcă foto \| video | Raportează eroare |
| OT-II-m-B-08923.01 (RAN: 127055.04.01)              | Biserica „Sf. Voievozi”                                                       | sat Hotărani; comuna Fărcașele                  | | 1588                                                            | Încarcă foto \| video | Raportează eroare |
| OT-II-m-B-08923.02 (RAN: 127055.04.02)              | Zid de incintă                                                                | sat Hotărani; comuna Fărcașele                  | | 1588                                                            | Încarcă foto \| video | Raportează eroare |
| OT-II-m-B-08924                                     | Biserica „Sf. Nicolae”                                                        | sat Ianca; comuna Ianca                         | | 1848-1858                                                       | Încarcă foto \| video | Raportează eroare |
| OT-II-m-B-20152                                     | Biserica „Sf. Ioan Botezătorul”                                               | sat Ianca; comuna Ianca                         | | 1842                                                            | Încarcă foto \| video | Raportează eroare |
| OT-II-m-B-08925 (RAN: 127297.01)                    | Biserica „Cuvioasa Paraschiva”                                                | sat Iancu Jianu; comuna Iancu Jianu             | | ante 1529; sec. XVII; sec. XIX (1832)                           | Încarcă foto \| video | Raportează eroare |
| OT-II-m-B-08926                                     | Biserica „Sf. Dumitru”                                                        | sat Iancu Jianu; comuna Iancu Jianu             | | 1900                                                            | Încarcă foto \| video | Raportează eroare |
| OT-II-m-B-08927                                     | Casa Mihai Andronache                                                         | sat Iancu Jianu; comuna Iancu Jianu             | 66 | 1922                                                            | Încarcă foto \| video | Raportează eroare |
| OT-II-m-B-08928 (RAN: 126530.01)                    | Biserica de lemn „Cuvioasa Paraschiva”                                        | sat Ibănești; comuna Cungrea                    | | 1785                                                            | Alte imagini          | Raportează eroare |
| OT-II-m-B-08929                                     | Biserica „Sf. Treime”                                                         | sat Izvoarele; comuna Izvoarele                 | | 1872                                                            | Încarcă foto \| video | Raportează eroare |
| OT-II-m-B-08930                                     | Biserica „Cuvioasa Paraschiva”                                                | sat Izvoru; comuna Găneasa                      | | 1862                                                            | Încarcă foto \| video | Raportează eroare |
| OT-II-m-B-08931                                     | Conac                                                                         | sat Izvoru; comuna Găneasa                      | 44.42694°N 24.25422°E                                                                                                 | înc. sec. XX                                                    |                       | Raportează eroare |
| OT-II-m-B-08932                                     | Școală                                                                        | sat Izvoru; comuna Găneasa                      | | 1926                                                            | Încarcă foto \| video | Raportează eroare |
| OT-II-m-B-08933                                     | Casă                                                                          | sat Izvoru; comuna Găneasa                      | 184 | înc. sec. XX                                                    | Încarcă foto \| video | Raportează eroare |
| OT-II-m-B-08934                                     | Casa Tâlvăneanu                                                               | sat Izvoru; comuna Găneasa                      | 238 | înc. sec. XX                                                    | Încarcă foto \| video | Raportează eroare |
| OT-II-m-B-08935                                     | Casă                                                                          | sat Izvoru; comuna Găneasa                      | 325 | înc. sec. XX                                                    | Încarcă foto \| video | Raportează eroare |
| OT-II-m-B-08936                                     | Casă                                                                          | sat Izvoru; comuna Găneasa                      | 328 | 1930                                                            | Încarcă foto \| video | Raportează eroare |
| OT-II-m-B-08937 (RAN: 128604.01)                    | Biserica de lemn „Sf. Ioan Botezătorul”                                       | sat Jieni; comuna Rusănești                     | | sec. XVIII, ref. 1836                                           | Încarcă foto \| video | Raportează eroare |
| OT-II-m-A-08938 (RAN: 127420.02)                    | Biserica de lemn „Adormirea Maicii Domnului”                                  | sat Leleasca; comuna Leleasca                   | Ștefănești-Păroși | 1766-1771                                                       | Alte imagini          | Raportează eroare |
| OT-II-m-B-08939 (RAN: 127420.01)                    | Biserica „Adormirea Maicii Domnului”                                          | sat Leleasca; comuna Leleasca                   | Mijlocu-Ștefănești | 1807                                                            | Încarcă foto \| video | Raportează eroare |
| OT-II-m-B-08940 (RAN: 125524.01)                    | Biserica „Adormirea Maicii Domnului”                                          | sat Liiceni; comuna Drăghiceni                  | | 1590, ref. în sec. XVIII                                        | Încarcă foto \| video | Raportează eroare |
| OT-II-m-B-08941                                     | Conac                                                                         | sat Liiceni; comuna Drăghiceni                  | 44.12513°N 24.28636°E                                                                                                 | mijl. sec. XX                                                   |                       | Raportează eroare |
| OT-II-m-B-08942                                     | Biserica „Sf. Nicolae”                                                        | sat Maldăr; comuna Colonești                    | | 1833                                                            | Încarcă foto \| video | Raportează eroare |
| OT-II-m-B-08943                                     | Biserica „Sf. Apostoli”                                                       | sat Mamura; comuna Strejești                    | | 1852-1858                                                       | Încarcă foto \| video | Raportează eroare |
| OT-II-m-B-08944 (RAN: 128089.01)                    | Biserica de lemn „Adormirea Maicii Domnului”                                  | sat Măgura; comuna Perieți                      | | 1732, reparată în 1798                                          | Încarcă foto \| video | Raportează eroare |
| OT-II-m-B-08945                                     | Școala veche                                                                  | sat Măndinești; comuna Vâlcele                  | | 1903                                                            | Încarcă foto \| video | Raportează eroare |
| OT-II-m-B-08946 (RAN: 130099.03)                    | Biserica „Sf. Voievozi”                                                       | sat Mărgăritești; comuna Voineasa               | | 1743, rezidită din temelie în 1907                              | Încarcă foto \| video | Raportează eroare |
| OT-II-m-B-08947                                     | Biserica „Sf. Gheorghe”                                                       | sat Mărgheni; comuna Brâncoveni                 | | 1866-1868                                                       | Încarcă foto \| video | Raportează eroare |
| OT-II-m-B-08948                                     | Casa Caraiman                                                                 | sat Mărunței; comuna Mărunței                   | | 1890                                                            | Încarcă foto \| video | Raportează eroare |
| OT-II-m-B-08949                                     | Biserica „Cuvioasa Paraschiva”                                                | sat Mărunței; comuna Mărunței                   | | 1860                                                            | Încarcă foto \| video | Raportează eroare |
| OT-II-m-B-08950                                     | Biserica „Sf. Dumitru”                                                        | sat Mierlicești; comuna Leleasca                | | 1850                                                            | Încarcă foto \| video | Raportează eroare |
| OT-II-m-B-08951                                     | Biserica „Adormirea Maicii Domnului”, ruine                                   | sat Mihăești; comuna Mihăești                   | | 1864-1869                                                       | Încarcă foto \| video | Raportează eroare |
| OT-II-m-B-08952 (RAN: 127590.01)                    | Biserica „Sf. Dumitru”                                                        | sat Milcovu din Deal; comuna Milcov             | | 1781-1823, cu adăugiri 1831                                     | Încarcă foto \| video | Raportează eroare |
| OT-II-m-B-08953 (RAN: 126371.01)                    | Biserica „Adormirea Maicii Domnului”                                          | sat Milcoveni; comuna Corbu                     | | 1802                                                            | Încarcă foto \| video | Raportează eroare |
| OT-II-m-B-08954                                     | Biserica „Cuvioasa Paraschiva”                                                | sat Mircești; comuna Tătulești                  | | 1859-1862                                                       | Încarcă foto \| video | Raportează eroare |
| OT-II-m-B-08955 (RAN: 129371.01)                    | Biserica de lemn „Cuvioasa Paraschiva”                                        | sat Momaiu; comuna Tătulești                    | | sec. XVIII                                                      | Încarcă foto \| video | Raportează eroare |
| OT-II-m-B-08956                                     | Ruinele casei Morunglav                                                       | sat Morunglav; comuna Morunglav                 | | sec. XVII                                                       | Încarcă foto \| video | Raportează eroare |
| OT-II-m-B-08957                                     | Biserica „Sf. Ioan Botezătorul”                                               | sat Moșteni; comuna Schitu                      | | 1860                                                            | Încarcă foto \| video | Raportează eroare |
| OT-II-m-B-08958                                     | Biserica „Sf. Gheorghe”                                                       | sat Nicolae Titulescu; comuna Nicolae Titulescu | | 1897                                                            | Încarcă foto \| video | Raportează eroare |
| OT-II-m-B-08959                                     | Ruinele bisericii „Sf. Nicolae”                                               | sat Nicolae Titulescu; comuna Nicolae Titulescu | | 1835                                                            | Încarcă foto \| video | Raportează eroare |
| OT-II-a-B-08960                                     | Conacul lui Jean Burcă                                                        | sat Nicolae Titulescu; comuna Nicolae Titulescu | | sf. sec. XIX                                                    |                       | Raportează eroare |
| OT-II-m-B-08961                                     | Biserica „Adormirea Maicii Domnului”                                          | sat Obârșia; comuna Obârșia                     | | 1866                                                            | Încarcă foto \| video | Raportează eroare |
| OT-II-m-B-08962 (RAN: 127821.02)                    | Biserica „Sf. Nicolae”                                                        | sat Oboga; comuna Oboga                         | | 1795, reconstruită 1859                                         | Încarcă foto \| video | Raportează eroare |
| OT-II-m-B-08963                                     | Conac                                                                         | sat Oboga de Jos; comuna Oboga                  | 44.41682°N 24.09133°E                                                                                                 | înc. sec. XX                                                    | Încarcă foto \| video | Raportează eroare |
| OT-II-m-B-08964 (RAN: 127821.01)                    | Biserica „Sf. Nicolae”                                                        | sat Oboga de Sus; comuna Oboga                  | | 1808, adăugiri 1846                                             | Încarcă foto \| video | Raportează eroare |
| OT-II-m-B-08965                                     | Casă                                                                          | sat Oboga de Sus; comuna Oboga                  | 22 | înc. sec. XX                                                    | Încarcă foto \| video | Raportează eroare |
| OT-II-m-B-08966                                     | Conacul Neamțu                                                                | sat Olari; comuna Pârșcoveni                    | 44.30322°N 24.20356°E                                                                                                 | sf. sec. XIX                                                    | Încarcă foto \| video | Raportează eroare |
| OT-II-m-B-08967                                     | Biserica „Sf. Nicolae”                                                        | sat Olari; comuna Pârșcoveni                    | | 1821                                                            | Încarcă foto \| video | Raportează eroare |
| OT-II-m-B-08968                                     | Moara veche                                                                   | sat Olari; comuna Pârșcoveni                    | | înc. sec. XX                                                    | Încarcă foto \| video | Raportează eroare |
| OT-II-m-B-08969                                     | Ruinele bisericii „Sf. Dumitru”                                               | sat Oltișoru; comuna Găneasa                    | | sec. XIX                                                        | Încarcă foto \| video | Raportează eroare |
| OT-II-m-B-08970                                     | Casă                                                                          | sat Oltișoru; comuna Găneasa                    | 23 | 1930                                                            | Încarcă foto \| video | Raportează eroare |
| OT-II-m-B-08971                                     | Biserica „Sf. Voievozi”                                                       | sat Oporelu; comuna Oporelu                     | | înc. sec. XIX                                                   | Încarcă foto \| video | Raportează eroare |
| OT-II-m-B-08972 (RAN: 127910.02)                    | Biserica „Adormirea Maicii Domnului”                                          | sat Optași; comuna Optași-Măgura                | Cartier Paris | 1783-1785                                                       | Încarcă foto \| video | Raportează eroare |
| OT-II-m-B-08973                                     | Biserica „Sf. Nicolae”                                                        | sat Optași; comuna Optași-Măgura                | | 1859                                                            | Încarcă foto \| video | Raportează eroare |
| OT-II-m-B-08974                                     | Biserica de lemn „Cuvioasa Paraschiva”                                        | sat Optășani; comuna Spineni                    | | 1913                                                            |                       | Raportează eroare |
| OT-II-m-B-08975                                     | Biserica „Sf. Nicolae”                                                        | sat Orlea; comuna Orlea                         | | ante 1842                                                       | Încarcă foto \| video | Raportează eroare |
| OT-II-m-B-08976                                     | Biserica „Sf. Nicolae”                                                        | sat Osica de Jos; comuna Osica de Jos           | | 1825                                                            | Încarcă foto \| video | Raportează eroare |
| OT-II-m-B-08977                                     | Biserica „Sf. Voievozi”                                                       | sat Osica de Sus; comuna Osica de Sus           | | 1841                                                            | Încarcă foto \| video | Raportează eroare |
| OT-II-m-B-08978 (RAN: 128025.01)                    | Biserica „Sf. Nicolae”, „Sf. Grigore”                                         | sat Ostrov; comuna Osica de Sus                 | | 1787                                                            | Încarcă foto \| video | Raportează eroare |
| OT-II-m-B-08979                                     | Biserica „Sf. Împărați”                                                       | sat Oteștii de Jos; comuna Cungrea              | | 1838                                                            | Încarcă foto \| video | Raportează eroare |
| OT-II-m-B-20153                                     | Biserica „Adormirea Maicii Domnului”                                          | sat Oteștii de Sus; comuna Cungrea              | | 1802-1810, adăugat pridvor în 1902                              | Încarcă foto \| video | Raportează eroare |
| OT-II-m-B-20154 (RAN: 126567.01)                    | Biserica „Adormirea Maicii Domnului”                                          | sat Oteștii de Sus; comuna Cungrea              | | 1802-1810                                                       | Încarcă foto \| video | Raportează eroare |
| OT-II-a-B-08980                                     | Ansamblul bisericii „Sf. Nicolae”                                             | sat Pârșcoveni; comuna Pârșcoveni               | | înc. sec. XVIII, ref. 1909                                      | Încarcă foto \| video | Raportează eroare |
| OT-II-m-B-08980.01                                  | Biserica „Sf. Nicolae”                                                        | sat Pârșcoveni; comuna Pârșcoveni               | | 1909                                                            | Încarcă foto \| video | Raportează eroare |
| OT-II-m-B-08980.02                                  | Zid de incintă                                                                | sat Pârșcoveni; comuna Pârșcoveni               | | sec. XVIII                                                      | Încarcă foto \| video | Raportează eroare |
| OT-II-m-B-08981                                     | Beciurile casei familiei Pârșcoveanu                                          | sat Pârșcoveni; comuna Pârșcoveni               | La sud de biserică |                                                                 | Încarcă foto \| video | Raportează eroare |
| OT-II-m-B-08982                                     | Biserica de lemn „Sf. Nicolae”                                                | sat Perieții de Jos; comuna Perieți             | | 1857                                                            | Încarcă foto \| video | Raportează eroare |
| OT-II-m-B-08983                                     | Biserica „Sf. Dumitru”                                                        | sat Perieții de Sus; comuna Perieți             | | 1857                                                            | Încarcă foto \| video | Raportează eroare |
| OT-II-m-B-08984 (RAN: 126629.01)                    | Biserica „Adormirea Maicii Domnului”                                          | sat Pestra; comuna Dăneasa                      | | 1657                                                            | Încarcă foto \| video | Raportează eroare |
| OT-II-m-B-08985                                     | Biserica „Sf. Nicolae”                                                        | oraș Piatra-Olt                                 | Cartier Criva de Jos                                                                                                  | 1862                                                            | Încarcă foto \| video | Raportează eroare |
| OT-II-m-B-08986                                     | Conacul Argeșanu                                                              | oraș Piatra-Olt                                 | Cartier Criva de Sus                                                                                                  | sf. sec. XIX                                                    | Alte imagini          | Raportează eroare |
| OT-II-m-B-08987                                     | Cula Călețeanu                                                                | oraș Piatra-Olt                                 | Cartier Enoșești | prima jum. sec. XIX                                             | Încarcă foto \| video | Raportează eroare |
| OT-II-m-B-08988 (RAN: 128230.01)                    | Biserica „Sf. Voievozi”                                                       | sat Pleșoiu; comuna Pleșoiu                     | | 1734, ref. 1808 și adăugat pridvor în 1899                      | Încarcă foto \| video | Raportează eroare |
| OT-II-m-B-08989                                     | Biserica „Sf. Treime”                                                         | sat Poboru; comuna Poboru                       | | 1866                                                            | Încarcă foto \| video | Raportează eroare |
| OT-II-m-B-08990 (RAN: 128310.01)                    | Biserica „Sf. Nicolae”                                                        | sat Poboru; comuna Poboru                       | | sec. XVIII                                                      | Încarcă foto \| video | Raportează eroare |
| OT-II-m-B-08991                                     | Biserica de lemn „Cuvioasa Paraschiva”, „Intrarea Maicii Domnuluiîn Biserică” | sat Poganu; comuna Verguleasa                   | | sf. sec. XIX                                                    |                       | Raportează eroare |
| OT-II-a-B-08992 (RAN: 128515.01)                    | Ansamblul conacului Brătășanu                                                 | sat Poiana; comuna Radomirești                  | 61 44.09758°N 24.68777°E                                                                                              | sf. sec. XIX                                                    |                       | Raportează eroare |
| OT-II-m-B-08992.01                                  | Conacul Brătășanu                                                             | sat Poiana; comuna Radomirești                  | 61 | sf. sec. XIX                                                    |                       | Raportează eroare |
| OT-II-m-B-08992.02                                  | Biserică                                                                      | sat Poiana; comuna Radomirești                  | 61 | sf. sec. XIX                                                    | Încarcă foto \| video | Raportează eroare |
| OT-II-m-B-08992.03                                  | Ghețărie                                                                      | sat Poiana; comuna Radomirești                  | 61 | sf. sec. XIX                                                    | Încarcă foto \| video | Raportează eroare |
| OT-II-m-B-08992.04                                  | Beciuri                                                                       | sat Poiana; comuna Radomirești                  | 61 | sf. sec. XIX                                                    | Încarcă foto \| video | Raportează eroare |
| OT-II-m-B-08992.05                                  | Grajd                                                                         | sat Poiana; comuna Radomirești                  | 61 | sf. sec. XIX                                                    | Încarcă foto \| video | Raportează eroare |
| OT-II-m-B-08992.06                                  | Castel de apă                                                                 | sat Poiana; comuna Radomirești                  | 61 | înc. sec. XX                                                    | Încarcă foto \| video | Raportează eroare |
| OT-II-m-B-08993                                     | Casă                                                                          | sat Poiana; comuna Radomirești                  | 61 | 1901-1911                                                       | Încarcă foto \| video | Raportează eroare |
| OT-II-m-B-08994                                     | Casă                                                                          | sat Poiana; comuna Radomirești                  | 84 | înc. sec. XX                                                    | Încarcă foto \| video | Raportează eroare |
| OT-II-m-B-08995                                     | Biserica „Cuvioasa Paraschiva”                                                | sat Poiana Mare; comuna Morunglav               | | 1833                                                            | Încarcă foto \| video | Raportează eroare |
| OT-II-m-B-08996                                     | Biserica „Sf. Nicolae”                                                        | sat Popești; comuna Văleni                      | | 1830                                                            | Încarcă foto \| video | Raportează eroare |
| OT-II-m-B-08997                                     | Biserica „Sf. Nicolae”                                                        | sat Potcoava-Fălcoeni; oraș Potcoava            | | 1879                                                            | Încarcă foto \| video | Raportează eroare |
| OT-II-m-B-08998                                     | Biserica „Adormirea Maicii Domnului”                                          | sat Potelu; comuna Ianca                        | | 1843                                                            | Încarcă foto \| video | Raportează eroare |
| OT-II-m-B-08999                                     | Biserica „Sf. Nicolae”                                                        | sat Potlogeni; comuna Tia Mare                  | | ante 1845 din lemn,1863 - zid                                   | Încarcă foto \| video | Raportează eroare |
| OT-II-m-B-09000 (RAN: 128445.01)                    | Biserica de lemn „Sf. Ioan Botezătorul”                                       | sat Priseaca; comuna Vulpeni                    | | 1752, ref.1889                                                  | Alte imagini          | Raportează eroare |
| OT-II-m-B-09001 (RAN: 129013.01)                    | Biserica „Sf. Nicolae”                                                        | sat Profa; comuna Spineni                       | | 1817-1820                                                       | Încarcă foto \| video | Raportează eroare |
| OT-II-m-B-09002 (RAN: 130106.01)                    | Biserica „Sf. Împărați”                                                       | sat Racovița; comuna Voineasa                   | | 1779                                                            | Încarcă foto \| video | Raportează eroare |
| OT-II-m-B-09003                                     | Moara Stoicean                                                                | sat Radomirești; comuna Radomirești             | | 1936                                                            | Încarcă foto \| video | Raportează eroare |
| OT-II-m-B-09004 (RAN: 127894.01)                    | Biserica „Sf. Gheorghe”                                                       | sat Rădești; comuna Oporelu                     | | sf. sec. XVIII                                                  | Încarcă foto \| video | Raportează eroare |
| OT-II-a-B-09005                                     | Ansamblu rural                                                                | sat Rădești; comuna Oporelu                     | Satul în întregime | sec. XIX                                                        | Încarcă foto \| video | Raportează eroare |
| OT-II-m-B-09006 (RAN: 128533.01)                    | Biserica „Sf. Nicolae”                                                        | sat Redea; comuna Redea                         | | 1721, refăcută 1802-1804 și 1886                                | Încarcă foto \| video | Raportează eroare |
| OT-II-m-B-09007                                     | Biserica „Sf. Ioan Botezătorul”                                               | sat Redea; comuna Redea                         | | 1834                                                            | Încarcă foto \| video | Raportează eroare |
| OT-II-m-B-09008                                     | Biserica „Intrarea Maicii Domnului în Biserică”                               | sat Redea; comuna Redea                         | | 1830                                                            | Încarcă foto \| video | Raportează eroare |
| OT-II-m-B-09009                                     | Conacul Gălățeanu                                                             | sat Redea; comuna Redea                         | 44.05291°N 24.29251°E                                                                                                 | sf. sec. XIX                                                    | Încarcă foto \| video | Raportează eroare |
| OT-II-m-B-09010 (RAN: 126754.05)                    | Biserica „Sf. Nicolae”                                                        | sat Reșca; comuna Dobrosloveni                  | | 1781                                                            | Încarcă foto \| video | Raportează eroare |
| OT-II-m-B-09011 (RAN: 127206.01)                    | Biserica „Sf. Gheorghe”                                                       | sat Runcu Mare; comuna Grădinari                | | 1577, refăcută 1957                                             | Încarcă foto \| video | Raportează eroare |
| OT-II-m-B-09012                                     | Biserica „Sf. Dumitru”                                                        | sat Rusănești; comuna Voineasa                  | | 1837                                                            | Încarcă foto \| video | Raportează eroare |
| OT-II-m-B-09013 (RAN: 130115.01)                    | Biserica „Sf. Troiță”                                                         | sat Rusăneștii de Sus; comuna Voineasa          | | 1784-1785                                                       | Încarcă foto \| video | Raportează eroare |
| OT-II-a-B-09014 (RAN: 128891.01)                    | Ansamblul lui Marco Armașul                                                   | sat Sâmburești; comuna Sâmburești               | | sf. sec. XVII                                                   | Încarcă foto \| video | Raportează eroare |
| OT-II-m-B-09014.01                                  | Biserica „Adormirea Maicii Domnului”                                          | sat Sâmburești; comuna Sâmburești               | | 1771-extindere; 1829 pictura                                    | Încarcă foto \| video | Raportează eroare |
| OT-II-m-B-09014.02                                  | Clopotniță                                                                    | sat Sâmburești; comuna Sâmburești               | | 1955                                                            | Încarcă foto \| video | Raportează eroare |
| OT-II-m-B-09014.03                                  | Ruina casei boierești                                                         | sat Sâmburești; comuna Sâmburești               | La sud-est de biserică                                                                                                | sf. sec. XVII                                                   | Încarcă foto \| video | Raportează eroare |
| OT-II-m-B-09015 (RAN: 128720.02)                    | Ruinele Bisericii „Sf. Haralambie”                                            | oraș Scornicești                                | Cartier Constantinești                                                                                                | 1818                                                            | Încarcă foto \| video | Raportează eroare |
| OT-II-m-B-09016                                     | Biserica „Cuvioasa Paraschiva”                                                | oraș Scornicești                                | Cartier Mihăilești-Popești                                                                                            | 1854                                                            | Încarcă foto \| video | Raportează eroare |
| OT-II-m-B-09017                                     | Ruinele Bisericii „Sf. Nicolae”                                               | oraș Scornicești                                | Cartier Negreni | 1871                                                            | Încarcă foto \| video | Raportează eroare |
| OT-II-m-B-09018                                     | Biserica de lemn „Cuvioasa Paraschiva”                                        | oraș Scornicești                                | Cartier Rusciori | 1885                                                            | Încarcă foto \| video | Raportează eroare |
| OT-II-m-B-09019 (RAN: 128720.03)                    | Biserica „Cuvioasa Paraschiva”                                                | oraș Scornicești                                | Cartier Șuica de Sus                                                                                                  | 1810                                                            | Încarcă foto \| video | Raportează eroare |
| OT-II-m-B-09020                                     | Biserica „Intrarea în Biserică”                                               | oraș Scornicești                                | Cartier Șuica de Jos                                                                                                  | 1830                                                            | Încarcă foto \| video | Raportează eroare |
| OT-II-m-B-09021 (RAN: 128720.01)                    | Biserica „Cuvioasa Paraschiva”                                                | oraș Scornicești                                | Cartier Tătărei | 1817                                                            | Încarcă foto \| video | Raportează eroare |
| OT-II-m-B-09022                                     | Biserica „Adormirea Maicii Domnului”                                          | oraș Scornicești                                | Cartier Teiuș | 1866                                                            | Încarcă foto \| video | Raportează eroare |
| OT-II-m-B-09023                                     | Casa Coculescu                                                                | oraș Scornicești                                | 148, Cartier Constantinești                                                                                           | sec. XIX                                                        | Încarcă foto \| video | Raportează eroare |
| OT-II-a-A-09024 (RAN: 128356.01)                    | Mănăstirea Seaca Mușetești                                                    | sat Seaca; comuna Poboru                        | | 1518                                                            | Încarcă foto \| video | Raportează eroare |
| OT-II-m-A-09024.01                                  | Biserica „Adormirea Maicii Domnului”                                          | sat Seaca; comuna Poboru                        | | 1854                                                            | Încarcă foto \| video | Raportează eroare |
| OT-II-m-A-09024.02                                  | Zid de incintă                                                                | sat Seaca; comuna Poboru                        | | sec. XVI                                                        | Încarcă foto \| video | Raportează eroare |
| OT-II-m-B-09025                                     | Biserica de lemn „Sf. Troiță”                                                 | sat Seaca; comuna Seaca                         | | 1856                                                            | Încarcă foto \| video | Raportează eroare |
| OT-II-m-B-09026                                     | Casa Bican                                                                    | sat Seaca; comuna Seaca                         | | 1935                                                            | Încarcă foto \| video | Raportează eroare |
| OT-II-m-B-09027                                     | Casa preotului Gheorghe Săiculescu                                            | sat Seaca; comuna Seaca                         | | 1823                                                            | Încarcă foto \| video | Raportează eroare |
| OT-II-m-B-09028 (RAN: 128409.01)                    | Biserica „Sf. Împărați”                                                       | sat Sinești; oraș Potcoava                      | | 1798                                                            | Încarcă foto \| video | Raportează eroare |
| OT-II-m-B-09029                                     | Biserica „Adormirea Maicii Domnului”                                          | sat Slăveni; comuna Gostavățu                   | | 1841                                                            | Încarcă foto \| video | Raportează eroare |
| OT-II-m-B-09030                                     | Biserica de lemn „Adormirea Maicii Domnului”                                  | sat Spătaru; comuna Cungrea                     | | 1900                                                            |                       | Raportează eroare |
| OT-II-m-B-09031                                     | Biserica „Duminica Tuturor Sfinților”                                         | sat Spineni; comuna Spineni                     | | 1880-1886                                                       | Încarcă foto \| video | Raportează eroare |
| OT-II-m-B-09032                                     | Conacul Zisu                                                                  | sat Sprâncenata; comuna Sprâncenata             | | 1900                                                            | Încarcă foto \| video | Raportează eroare |
| OT-II-m-B-09033                                     | Moara Uta                                                                     | sat Sprâncenata; comuna Sprâncenata             | | 1930                                                            | Încarcă foto \| video | Raportează eroare |
| OT-II-m-B-09034 (RAN: 129059.04)                    | Biserica „Nașterea Maicii Domnului”                                           | sat Sprâncenata; comuna Sprâncenata             | Fost sat Viespești (înglobat)                                                                                         | înc. sec. XIX                                                   | Încarcă foto \| video | Raportează eroare |
| OT-II-m-B-09035 (RAN: 129059.03)                    | Biserica „Înălțarea Domnului”                                                 | sat Sprâncenata; comuna Sprâncenata             | Fost sat Gâlme (înglobat)                                                                                             | 1735                                                            | Încarcă foto \| video | Raportează eroare |
| OT-II-m-B-09036                                     | Biserica „Sf. Dumitru”                                                        | sat Stănuleasa; comuna Sâmburești               | | 1831                                                            | Încarcă foto \| video | Raportează eroare |
| OT-II-m-B-09037                                     | Biserica de lemn „Sf. Nicolae”                                                | sat Stoborăști; comuna Tufeni                   | | 1829                                                            | Încarcă foto \| video | Raportează eroare |
| OT-II-m-B-09038                                     | Ruine biserică                                                                | sat Stoicănești; comuna Stoicănești             | | 1780                                                            | Încarcă foto \| video | Raportează eroare |
| OT-II-m-B-09039                                     | Școala veche                                                                  | sat Stoicănești; comuna Stoicănești             | | 1890                                                            | Încarcă foto \| video | Raportează eroare |
| OT-II-m-B-09040                                     | Conac                                                                         | sat Stoicănești; comuna Stoicănești             | 44.18518°N 24.63879°E                                                                                                 | sf. sec. XIX                                                    | Încarcă foto \| video | Raportează eroare |
| OT-II-m-B-09041                                     | Casa Ungurelu                                                                 | sat Stoicănești; comuna Stoicănești             | | 1920                                                            | Încarcă foto \| video | Raportează eroare |
| OT-II-m-B-09042                                     | Biserica „Sf. Împărați”                                                       | sat Stoicănești; comuna Stoicănești             | | 1888-1889                                                       | Încarcă foto \| video | Raportează eroare |
| OT-II-m-B-09043 (RAN: 129148.01)                    | Biserica „Sf. Treime”                                                         | sat Strejeștii de Jos; comuna Strejești         | | 1733                                                            | Încarcă foto \| video | Raportează eroare |
| OT-II-m-B-09044 (RAN: 129148.02)                    | Conacul Buzescu                                                               | sat Strejeștii de Jos; comuna Strejești         | 59 | 1733                                                            | Încarcă foto \| video | Raportează eroare |
| OT-II-a-B-09045                                     | Ansamblul bisericii „Sf. Voievozi”                                            | sat Strejeștii de Sus; comuna Strejești         | | 1819                                                            | Încarcă foto \| video | Raportează eroare |
| OT-II-m-B-09045.01                                  | Biserica „Sf. Voievozi”                                                       | sat Strejeștii de Sus; comuna Strejești         | | 1818                                                            | Încarcă foto \| video | Raportează eroare |
| OT-II-m-B-09045.02                                  | Turn clopotniță                                                               | sat Strejeștii de Sus; comuna Strejești         | | sec. XIX                                                        | Încarcă foto \| video | Raportează eroare |
| OT-II-m-B-09045.03                                  | Zid de incintă                                                                | sat Strejeștii de Sus; comuna Strejești         | | sec. XIX                                                        | Încarcă foto \| video | Raportează eroare |
| OT-II-m-B-09046                                     | Conacul Buzescu-Darvari                                                       | sat Strejeștii de Sus; comuna Strejești         | | 1830                                                            | Încarcă foto \| video | Raportează eroare |
| OT-II-m-B-09047                                     | Biserica „Adormirea Maicii Domnului”                                          | sat Studina; comuna Studina                     | | 1896                                                            | Încarcă foto \| video | Raportează eroare |
| OT-II-m-B-09048                                     | Biserica „Sf. Ioan Botezătorul”                                               | sat Șerbănești; comuna Șerbănești               | | 1874                                                            | Încarcă foto \| video | Raportează eroare |
| OT-II-m-B-09049                                     | Biserica „Adormirea Maicii Domnului”                                          | sat Șerbăneștii de Sus; comuna Șerbănești       | | 1853                                                            |                       | Raportează eroare |
| OT-II-m-B-09050                                     | Clopotnița bisericii „Sf. Treime”                                             | sat Șopârlița; comuna Șopârlița                 | | 1859                                                            | Încarcă foto \| video | Raportează eroare |
| OT-II-m-B-09051 (LMI92: 29B0529) (RAN: 128212.01)   | Ruine de biserică                                                             | sat Șopârlița; comuna Șopârlița                 | „La Zăpălie” 44.27989°N 24.2635°E                                                                                     | 1580 ctitor: vistiernicul Tucălaș Ghinea                        | Alte imagini          | Raportează eroare |
| OT-II-m-B-09052                                     | Biserica „Adormirea Maicii Domnului”                                          | sat Topana; comuna Topana                       | | 1857                                                            | Încarcă foto \| video | Raportează eroare |
| OT-II-m-B-09053                                     | Biserica „Sf. Gheorghe”, „Sf. Arhangheli”                                     | sat Trepteni; comuna Vitomirești                | | 1854                                                            | Încarcă foto \| video | Raportează eroare |
| OT-II-m-B-09054 (RAN: 128418.01)                    | Biserica „Cuvioasa Paraschiva”                                                | sat Trufinești; oraș Potcoava                   | | 1684                                                            | Încarcă foto \| video | Raportează eroare |
| OT-II-m-B-09055                                     | Biserica „Sf. Gheorghe”                                                       | sat Tufeni; comuna Tufeni                       | | 1870                                                            | Încarcă foto \| video | Raportează eroare |
| OT-II-m-B-09056                                     | Ruine biserică                                                                | sat Turia; comuna Valea Mare                    | | sec. XIX                                                        | Încarcă foto \| video | Raportează eroare |
| OT-II-m-B-09057 (RAN: 129692.01)                    | Biserica „Sf. Dumitru”                                                        | sat Turia; comuna Valea Mare                    | | 1800-1819                                                       | Încarcă foto \| video | Raportează eroare |
| OT-II-m-B-09058 (RAN: 127572.01)                    | Biserica „Sf. Voievozi”                                                       | sat Ulmi; comuna Milcov                         | | 1810                                                            | Încarcă foto \| video | Raportează eroare |
| OT-II-m-B-09059                                     | Biserica „Sf. Voievozi”                                                       | sat Ursoaia; comuna Icoana                      | | 1841                                                            | Încarcă foto \| video | Raportează eroare |
| OT-II-m-B-09060                                     | Biserica „Sf. Nicolae”                                                        | sat Ursoaia; comuna Icoana                      | | 1848                                                            | Încarcă foto \| video | Raportează eroare |
| OT-II-m-B-09061 (RAN: 127484.01)                    | Biserica „Adormirea Maicii Domnului”                                          | sat Urși; comuna Leleasca                       | | 1814                                                            | Încarcă foto \| video | Raportează eroare |
| OT-II-m-B-09062                                     | Biserica „Adormirea Maicii Domnului”                                          | sat Valea Mare; comuna Valea Mare               | | 1845                                                            | Încarcă foto \| video | Raportează eroare |
| OT-II-m-B-09063                                     | Biserica „Intrarea în Biserică”                                               | sat Vădăstrița; comuna Vădăstrița               | | 1860                                                            | Încarcă foto \| video | Raportează eroare |
| OT-II-a-B-09064                                     | Ansamblul Lekemann                                                            | sat Văleni; comuna Brâncoveni                   | 44.29117°N 24.30481°E                                                                                                 | 1910                                                            | Încarcă foto \| video | Raportează eroare |
| OT-II-m-B-09065                                     | Moara Cuțulescu                                                               | sat Văleni; comuna Văleni                       | | 1921                                                            | Încarcă foto \| video | Raportează eroare |
| OT-II-a-B-09066                                     | Ansamblul Colibășanu                                                          | sat Văleni; comuna Văleni                       | 44.23594°N 24.78896°E                                                                                                 | 1912                                                            | Încarcă foto \| video | Raportează eroare |
| OT-II-m-B-09066.01                                  | Conac                                                                         | sat Văleni; comuna Văleni                       | | 1912                                                            | Încarcă foto \| video | Raportează eroare |
| OT-II-m-B-09066.02                                  | Cramă                                                                         | sat Văleni; comuna Văleni                       | | 1912                                                            | Încarcă foto \| video | Raportează eroare |
| OT-II-m-B-09066.03                                  | Moară                                                                         | sat Văleni; comuna Văleni                       | | 1912                                                            | Încarcă foto \| video | Raportează eroare |
| OT-II-m-B-09067 (RAN: 126068.01)                    | Biserica „Intrarea în Biserică”                                               | sat Văleni; comuna Brâncoveni                   | | sec. XVIII, modificări 1890                                     | Încarcă foto \| video | Raportează eroare |
| OT-II-m-B-09068                                     | Casa Ioan Coman                                                               | sat Vâlcele; comuna Vâlcele                     | | 1938                                                            | Încarcă foto \| video | Raportează eroare |
| OT-II-m-B-09069                                     | Casa Coman Dumitru                                                            | sat Vâlcele; comuna Vâlcele                     | | 1937                                                            | Încarcă foto \| video | Raportează eroare |
| OT-II-m-B-09070 (RAN: 129825.02)                    | Biserica „Sf. Împărați”                                                       | sat Verguleasa; comuna Verguleasa               | | 1808                                                            | Încarcă foto \| video | Raportează eroare |
| OT-II-m-B-09071                                     | Biserica „Cuvioasa Paraschiva”                                                | sat Vineți; comuna Spineni                      | | 1820-1822                                                       | Încarcă foto \| video | Raportează eroare |
| OT-II-m-B-09072 (RAN: 129031)                       | Biserica „Adormirea Maicii Domnului”                                          | sat Vineți Jos; comuna Spineni                  | | 1812                                                            | Încarcă foto \| video | Raportează eroare |
| OT-II-m-B-09073                                     | Biserica „Adormirea Maicii Domnului”                                          | sat Vineți Sus; comuna Spineni                  | | 1847                                                            | Încarcă foto \| video | Raportează eroare |
| OT-II-m-B-09074                                     | Biserica „Adormirea Maicii Domnului”                                          | sat Vitănești; comuna Optași-Măgura             | | 1889                                                            | Încarcă foto \| video | Raportează eroare |
| OT-II-m-B-09075                                     | Biserica de lemn „Cuvioasa Paraschiva”                                        | sat Vitomirești; comuna Vitomirești             | | 1870                                                            | Alte imagini          | Raportează eroare |
| OT-II-m-B-20155                                     | Biserica „Sf. Nicolae”                                                        | sat Vlaici; comuna Colonești                    | | 1842                                                            | Încarcă foto \| video | Raportează eroare |
| OT-II-m-B-09076                                     | Biserica de lemn „Sf. Arhangheli”                                             | sat Vlăngărești; comuna Vulturești              | | 1899, reparată 1903                                             | Încarcă foto \| video | Raportează eroare |
| OT-II-m-B-09077 (RAN: 130240.02)                    | Biserica „Sf. Voievozi”                                                       | sat Vulturești; comuna Vulturești               | | 1820                                                            | Alte imagini          | Raportează eroare |
| OT-II-m-B-09078 (RAN: 126638.01)                    | Biserica „Intrarea în Biserică”                                               | sat Zănoaga; comuna Dăneasa                     | | 1766                                                            | Încarcă foto \| video | Raportează eroare |
| OT-II-m-B-09079                                     | Biserica „Sf. Dumitru”                                                        | sat Zorleasca; comuna Valea Mare                | | 1856, reparată 1930                                             | Încarcă foto \| video | Raportează eroare |
| OT-III-m-B-09080                                    | Statuia Ecaterinei Teodoroiu                                                  | municipiul Slatina                              | | Dumitru Mățăoanu (sculptor)                                     | Alte imagini          | Raportează eroare |
| OT-III-m-B-09082                                    | Casa Poboran                                                                  | municipiul Slatina                              | Str. Lipscani 15 | 1890                                                            | Încarcă foto \| video | Raportează eroare |
| OT-III-m-B-09083                                    | Monumentul „Slatina 600”                                                      | municipiul Slatina                              | Str. Pitești 1, în parcul orașului                                                                                    |                                                                 | Încarcă foto \| video | Raportează eroare |
| OT-III-m-B-09084                                    | Bustul lui Enescu George                                                      | municipiul Caracal                              | În fața liceului Ioniță Asan                                                                                          | 1965                                                            | Încarcă foto \| video | Raportează eroare |
| OT-III-m-B-09085                                    | Bustul lui Haralambie Lecca                                                   | municipiul Caracal                              | Aleea Fruntașilor, în Parcul Poporului                                                                                | 1965                                                            | Încarcă foto \| video | Raportează eroare |
| OT-III-m-B-09086                                    | Bustul lui Tudor Vladimirescu                                                 | municipiul Caracal                              | Aleea Fruntașilor, în Parcul Poporului                                                                                |                                                                 | Încarcă foto \| video | Raportează eroare |
| OT-III-m-B-09087                                    | Bustul lui Mihai Eminescu                                                     | municipiul Caracal                              | Aleea Fruntașilor, în Parcul Poporului                                                                                | 1965                                                            | Încarcă foto \| video | Raportează eroare |
| OT-III-m-B-09088                                    | Statuia „Susurul”                                                             | municipiul Caracal                              | Aleea Fruntașilor, în Parcul Poporului                                                                                | 1938 Ion Dimitriu-Bârlad                                        |                       | Raportează eroare |
| OT-III-m-B-09089                                    | Monumentul lui Toma Rușcă                                                     | municipiul Caracal                              | Str. Rușcă Toma | 1947                                                            | Încarcă foto \| video | Raportează eroare |
| OT-III-m-B-09090                                    | Monumentul Eroilor                                                            | municipiul Caracal                              | Piața Victoriei | 1925                                                            |                       | Raportează eroare |
| OT-III-m-B-09091                                    | Statuia „Ceres”                                                               | municipiul Caracal                              | Str. Victoriei, în fața Hotelului Romula                                                                              | 1864                                                            | Încarcă foto \| video | Raportează eroare |
| OT-III-m-B-09092                                    | Bustul lui Popa Șapcă                                                         | oraș Corabia                                    | În parcul Cetății Sucidava                                                                                            |                                                                 |                       | Raportează eroare |
| OT-III-m-B-09093                                    | Monumentul Independenței                                                      | oraș Corabia                                    | Piața Centrală | 1922                                                            |                       | Raportează eroare |
| OT-IV-m-B-09095                                     | Cruci de piatră                                                               | sat Butoi; comuna Pârșcoveni                    | În curtea bisericii „Sfânta Maria”                                                                                    | sec. XVIII                                                      | Încarcă foto \| video | Raportează eroare |
| OT-IV-m-B-09096                                     | Monumentul funerar al familiei Cesianu                                        | municipiul Caracal                              | Str. Carpați, în cimitir                                                                                              | 1895                                                            | Încarcă foto \| video | Raportează eroare |
| OT-IV-m-B-09097                                     | Monumentul funerar Stamatoiu                                                  | municipiul Caracal                              | Str. Carpați, în cimitir                                                                                              | 1907                                                            | Încarcă foto \| video | Raportează eroare |
| OT-IV-m-B-09098                                     | Monumentul Eroului necunoscut                                                 | municipiul Caracal                              | Str. Carpați, în cimitir                                                                                              | 1928                                                            | Încarcă foto \| video | Raportează eroare |
| OT-IV-m-B-09099                                     | Monumentul funerar Ștefan Caracaș                                             | municipiul Caracal                              | Str. Carpați 1 |                                                                 | Încarcă foto \| video | Raportează eroare |
| OT-IV-m-B-09100                                     | Monumentul funerar Mihai Bibianu                                              | municipiul Caracal                              | Str. Carpați 1 | 1890                                                            | Încarcă foto \| video | Raportează eroare |
| OT-IV-m-B-09101                                     | Monumentul funerar Mihai Bibianu                                              | municipiul Caracal                              | Str. Carpați 1 | 1911                                                            | Încarcă foto \| video | Raportează eroare |
| OT-IV-m-B-09102                                     | Monumentul funerar al căpitanului Pleșoianu                                   | municipiul Caracal                              | Str. Carpați 1 |                                                                 | Încarcă foto \| video | Raportează eroare |
| OT-IV-m-B-09103                                     | Troiță de lemn                                                                | sat Făgețelu; comuna Făgețelu                   | 36 | sec. XIX                                                        | Încarcă foto \| video | Raportează eroare |
| OT-IV-m-B-09104                                     | Cruce de piatră                                                               | sat Gropșani; comuna Vulpeni                    | În marginea satului, pe locul vechii biserici                                                                         | sec. XIX                                                        | Încarcă foto \| video | Raportează eroare |
| OT-IV-m-B-09105                                     | Troiță de lemn                                                                | sat Iancu Jianu; comuna Iancu Jianu             | În curtea bisericii                                                                                                   | sec. XIX                                                        | Încarcă foto \| video | Raportează eroare |
| OT-IV-m-B-09106                                     | Troiță dintr-un lemn                                                          | sat Izvoru; comuna Găneasa                      | În capela din cimitir                                                                                                 | sec. XIX                                                        | Încarcă foto \| video | Raportează eroare |
| OT-IV-s-B-09107                                     | Cimitirul cu cruci șistâlpidelemn                                             | sat Izvoru; comuna Găneasa                      | | sec. XIX - XX                                                   | Încarcă foto \| video | Raportează eroare |
| OT-IV-m-A-09108                                     | Casa memorială Nicolae Titulescu                                              | sat Nicolae Titulescu; comuna Nicolae Titulescu | 44.28°N 24.7518°E | 1912                                                            |                       | Raportează eroare |
| OT-IV-m-B-09109                                     | Cruce de piatră                                                               | sat Oboga Mijloc; comuna Oboga                  | În curtea bisericii „Sf. Nicolae”                                                                                     | sec. XIX                                                        | Încarcă foto \| video | Raportează eroare |
| OT-IV-s-B-09110                                     | Monumentele funerare ale familiilor boierești Berindeanu și Ciofleanu         | sat Pestra; comuna Dăneasa                      | Lângă biserică | sf. sec. XIX                                                    | Încarcă foto \| video | Raportează eroare |
| OT-IV-s-B-09111                                     | Cimitirul de troițe                                                           | sat Petriș; comuna Dăneasa                      | |                                                                 | Încarcă foto \| video | Raportează eroare |
| OT-IV-m-B-09112                                     | Cruce de piatră                                                               | sat Potopinu; comuna Dobrosloveni               | În curtea bisericii                                                                                                   | sec. XIX                                                        | Încarcă foto \| video | Raportează eroare |
| OT-IV-s-B-09113                                     | Cimitirul de troițe                                                           | sat Română; comuna Oboga                        | |                                                                 | Încarcă foto \| video | Raportează eroare |
| OT-IV-s-B-09114                                     | Monumentele funerare ale familiei Brătășanu                                   | sat Șopârlița; comuna Șopârlița                 | | sf. sec. XIX                                                    | Încarcă foto \| video | Raportează eroare |